# 国立競技場の建て替え
国立競技場の建て替え（こくりつきょうぎじょうのたてかえ）では、日本の陸上競技場である国立競技場の建て替えを巡る経緯を記す。以下、建て替え前の国立競技場を「旧国立競技場」あるいは「旧国立」、建て替え後の国立競技場を「新国立競技場」あるいは「新国立」とする。

## 概要
2008年5月29日に文部科学省は需要の変化や著しい老朽化に対応するため、サッカー専用競技場化などの大規模改修も視野に入れて施設としてのあり方を見直す有識者らを集めた調査研究協力者会議を発足させた。2009年に東京都が開催都市として立候補した2016年夏季オリンピックにおいて、東京オリンピック構想で国立霞ヶ丘競技場はサッカー会場としてのみ使用される計画となっていた。陸上競技などを開催するメインスタジアムは、晴海に建設されるオリンピックスタジアムが予定されていた。だが、2009年10月2日に行われたIOC総会の投票で東京は落選したため、専用球技場への改修は白紙となった。
2011年に東京都が2020年夏季オリンピックへの立候補を表明し、2012年、東京2020オリンピック・パラリンピック招致委員会は、国立霞ヶ丘競技場を8万人収容のスタジアムに改築し、開閉会式、陸上競技、サッカー決勝戦、ラグビーの会場とする開催基本計画を正式に発表した。
2012年に開かれた国際コンペでザハ・ハディドによる特徴的なデザインが選ばれ、2015年7月8日、有識者会議の第6回にて、見積もりの2倍にふくらんだ総工費2520億円の計画を承認、同年10月の着工が決まった。しかし、同月17日、安倍晋三首相が「現在の計画を白紙に戻し、ゼロベースで計画を見直す」ことと、予定していたラグビーW杯（2019年9月）の新国立での開催断念を表明。再コンペを実施し、計2案（A・B）の応募があり、12月22日、大成建設・梓設計・隈研吾のチームによるA案（総整備費約1490億円）に「優先交渉権者」が決定された。

## 経緯

### 改修の検討
2008年（平成20年）5月29日、文部科学省は、国立霞ヶ丘陸上競技場の施設老朽化などを理由に、球技場への転換も含めた「調査研究協力者会議」を設置した。当時すでに行われていた2016年夏季オリンピックの東京招致活動では、晴海埠頭（東京都中央区）に新たに東京オリンピックスタジアム を建設してメイン会場とし、旧国立はサッカーのみの会場に用いる計画としていた。
2009年2月19日に日本ラグビーフットボール協会の森喜朗会長は国立霞ヶ丘の改修に言及し、「2016年の東京オリンピック招致に成功した場合には国立霞ヶ丘競技場をラグビーやサッカーの専用球技場として改修したい」と述べた。しかし、このときの招致活動は、2009年（平成21年）10月の第121次IOC総会でリオデジャネイロオリンピックの開催が決定したため終了した。また、文部科学省による調査も終了した。
2011年（平成23年）7月16日、東京都（都知事は前回に続き石原慎太郎）は、2020年夏季オリンピックの開催地として立候補することを発表した。2020年夏季オリンピックの招致活動では「既存施設の活用」をテーマとして、旧国立をメイン会場とする計画を立案した。しかし、旧国立競技場をメイン会場として利用するためには、「施設の老朽化対策」「国際大会を開催誘致できる規格への改修（スタンド増設も）」などの実施が求められた。文部科学省（スポーツ・青少年局が担当部署）と日本スポーツ振興センター（JSC）は協議を重ね、必要な調査を行うことを決めた。この調査のため、2012年度（平成24年度）の予算に1億円の改修調査費を計上した。中川正春文科相も誘致のポイントと語った。吹付アスベスト含有については、調査により不検出との結果を得たという。

#### 改修案の見送り
日本スポーツ振興センター（JSC）は当初、改修による旧国立の使用継続を検討していた。2008年の耐震診断結果を踏まえ、2010年に久米設計に改修計画の立案を発注し、2011年3月に「国立霞ヶ丘陸上競技場耐震改修基本計画」が完成した。内容や規模が異なる計3案のうち、最も費用がかかる収容人数7万人規模への大規模改修案では、改修費は777億円（消費税は含まず）と見込まれた。
しかし、以下のような理由が懸念され、改修でなく建替となった。
- 外観・コスト面 - 1964年の東京五輪開催前に増席拡張した、北東側のバックスタンドの一部が道路の上に突出しており、東京都から既存不適格の指導を受けていた。8万人規模の実現には、これを減席した上で西側・南側スタンドの大幅な増席が必要だが、その結果大きく歪んだ形になると、JSCは主張した。耐震改修のみを想定したバックスタンド自体も、共用期間が約30年と新築の半分程度で、再整備が生じることも、長期的なコストが割高とされた。さらに、近隣の聖徳記念絵画館への日影規制も不適合となっていた[15]。
- 内部の狭さ・耐震補強[16] - 鉄筋コンクリート（RC）柱へのコンクリート増し打ちや、柱間への耐震ブレース増設などの補強工事では、ほとんどの柱が太くなる（JSCによると約3倍）。これにより、競技トラック付近や控室が狭くなったり、練習走路の入口にブレースが現れて動線が損なわれるなど、パラリンピックの運営も含めた問題が、JSCから指摘された[17]。改修案では地下に一定の空間を確保したものの、奥行きの不足感が否めなかった。旧国立では、飲み物などは回廊の壁に在庫を積み上げ、ゴミは収集のタイミングを工夫して仮置きを無くすなど、「バックヤード空間」も不足していた。また、JSCは陸上トラックを9レーンへ改修できない点も言及したという[14]。大和一光（旧国立の元・場長）は2013年11月、「老朽化」以外にも「ホスピタリティ」「天井の低さ」「メディアセンターがない」などを、新築せざるを得ないと考える理由に挙げた[18]。

2011年2月には、超党派議員連盟の「ラグビーワールドカップ2019日本大会成功連盟」が総会で、8万人規模で再整備すべきと決議した。同年6月にはスポーツ基本法が国会で制定され、翌2012年に策定されたスポーツ基本計画では、JSCは「国立霞ヶ丘競技場等の施設の整備・充実等を行い、オリンピック・ワールドカップ等大規模な国際競技大会の招致・開催に対し支援する」 と定められた。JSCは、「相当にアクロバティックな手法を使わない限り、8万人規模を改修するのは不可能」と判断し、改修案を断念して、全面的な建替を決定した。

### 新競技場の将来構想
翌2012年（平成24年）2月17日になると、自民党スポーツ立国調査会（会長：遠藤利明）にて、「8万人規模を軸に検討」「全天候型ドーム構想を視野に」との全面建替工事構想が発表され、河野一郎JSC理事長（2011年（平成23年）10月就任）は「改築」という表現で「世界一のものを作りたい」と決意表明した（フランスのスタッド・ド・フランスを例にも挙げた）。また、「レガシー」（未来への遺産）というコンセプトも、たびたび使われ続けた。
3月6日に組織された「国立競技場将来構想有識者会議」では第1回会議で改築に向けて以下の事項を柱とすることに合意した。
- 8万人を収容できる全天候型のスタジアム。
- 陸上競技と球技が行える施設。
- コンサートなど文化の発信も可能な施設。
- 大規模災害時の帰宅難民らの避難場所。

これらの柱を基にして今後は3つのワーキンググループを中心に議論を進め、国際オリンピック委員会 (IOC)への立候補ファイルの提出締切日（2013年1月）までに改築の正式計画を策定することを目標とした。2012年7月13日に有識者会議の第2回会議が行われ、新競技場の概要計画を決定した。計画内容は以下のとおり。
- 現在の約5万4000人収容から8万人収容に増設。
- 開閉式の屋根（面積の規定は無し[27][28][29]）を備えた全天候型のドーム型スタジアム。
- 9レーンのトラックを敷設して国際基準を満たす。
- 競技場周辺の都立明治公園や日本青年館まで敷地を広げてサブトラックを敷設。
- 観客席の一部を可動式にしてサッカーやラグビー大会の際は球技専用スタジアムとして使用。
- 飲食・物販施設、音響、照明設備の強化。
- コンサートや展覧会、ファッションショーなどの会場としても使用。
- 大規模災害時の広域避難場所としての役割。

総工事費は、解体費を除いて1300億円程度を見込んでいる。旧国立競技場は2014年7月から2015年10月にかけて解体され、2015年10月から「新国立競技場」の建設を開始、2019年3月までに完成する予定となっている。

### 計46案からザハ案が選ばれる
2012年（平成24年）7月13日、JSCと有識者会議は、「新国立競技場基本構想国際デザインコンクール」の実施を決定した。スポーツ施設が集積する神宮外苑の狭い立地ながら、「2019年9月のラグビーW杯（2009年（平成21年）7月28日に開催地決定）の会場使用に間に合うこと」「8万人規模」「開閉式の屋根（夏季五輪のメイン会場では初）」「延床面積約290,000m2」などの細かい指定 が募集要項（11, 14-17頁）に記載され、「総工事費は、約1,300億円程度を見込んでいる」（21頁）とも記された。同年7月21日の新聞見開き全面広告 では、「完成は2018年度」と記載された。
同年7月20日から9月25日までの募集期間の応募総数は計46件（海外34・国内12）あり、技術調査・予備審査・一次審査で11件（海外7・国内4）に絞られ、同年11月7日の最終審査では「未来を示すデザイン」「スポーツ・イベントの際の実現性」「技術的チャレンジ」「実現性」の4項目（議事録10頁）で判断された。なお、審査委員長の安藤忠雄は後に、このデザインコンクールが「アイデアのコンペ」だったとの認識を示した）。
2012年（平成24年）11月15日、有識者会議（第3回）での承認後、審査結果が発表され、17番：イギリスのザハ・ハディドの作品が最優秀賞に決定した。最後まで競った他の2作品は、それぞれ優秀賞（2番：オーストラリアのAlastair Richardson、Cox Architectur）と入選（34番：日本の妹島和世、SANAA事務所＋日建設計）となった。

### 2020東京五輪は決定も、ザハ案は白紙に
2013年9月7日（日本時間8日）、東京（56年ぶり2度目）が2020年夏季オリンピックの開催地に選ばれ、国立競技場も大会のメイン会場と決まった。11月には、日本が招致を検討している2023 FIFA女子ワールドカップのメイン会場に想定する可能性も浮上した。
2014年夏季に解体開始、2015年秋頃に建替着工、2019年に竣工（当初は3月で後に5月へ）を予定した。これに伴い、敷地内のJSC本部の建物（一旦仮事務所へ）と南に隣接する日本青年館（原宿の岸記念体育会館を移転させる案もあった）を解体し、両者を一体化したビルを作る計画も決定した。
また2014年には、国立競技場の敷地拡張とオリンピック開催時の観客の滞留場所を設けるため、霞ヶ丘町の住民のほとんどが住んでいた都営住宅団地「都営霞ヶ丘アパート」も解体し、住民は全員立ち退きとすることも決定した
2015年5月18日、下村博文文科相は、工期・費用の問題から計画の簡素化を発表。「開閉式屋根の設置は五輪後に」「可動式観客席（15,000席）を仮設に変更し五輪後には取り外す」などとした。7月7日、有識者会議（第6回）にて、予定通りの10月着工への、施設内容やスケジュールなどが承認された。
ところが7月17日、安倍晋三首相が記者団に、計画の白紙化と、予定していたラグビーW杯（2019年9月）の新国立での開催断念を表明した。その理由に、建設資材の高騰などによる建設費用の増大、国民・アスリートたちからの大きな批判を挙げた。同日、下村文科相は、2020年春までの完成を目標と、明らかにした。森喜朗（東京大会組織委会長）らが出席する第128次IOC総会が、月末に迫っていた。

### 再コンペに計2案が応募→A案に決定
8月14日の関係閣僚会議（第3回）にて、「基本的考え方」（8項目）を決定。これに沿う「新整備計画」の策定を月内に、「公募型プロポーザル方式」でのデザイン公募開始を9月初めに、目指すと発表。新計画は8月28日に発表され、公募を9月1日に開始し事業者を12月末に選定という目標も出された。
12月14日にJSCは、新デザインに応募した計2グループの「技術提案書」を、応募者名などを伏せて（一部が黒塗り） 公表した。19日の審査委（仮採点→本採点）にて1つに絞り、その数日前にJSCが実施した意見交換会（5団体と12アスリート）やJSCのサイトに寄せられた国民の意見も踏まえて、大東和美同理事長が判断。12月22日、関係閣僚会議に諮り、大成建設・梓設計・隈研吾のチームによるA案に「優先交渉権者」が決定された。翌2016年1月29日、約24億9127万円で、競技場整備の第I期事業を契約した。同年11月までに設計を完了させる。

## 完成までの流れ

### 解体工事の遅延
- 日本スポーツ振興センター (JSC)による入札の不手際により、解体工事の開始が遅延した。1回目の入札では、中堅ゼネコン各社が入札に参加、2014年5月29日に開札されたが、すべての入札価格が予定価格を上回り不調に終わった[71][72]。2回目の入札では参加資格が緩和され、より多くの業者が参加し、2014年7月17日に開札された。南北２工区とも関東建設興業株式会社が落札したが「１番札（最も安い価格）」ではなかった。南北２工区の1番札であった株式会社フジムラおよび南工区の2番札であった株式会社関口興業は「特別重点調査」により無効と判断されたためである。フジムラがJSCに抗議に出向いたところ、JSC幹部は官製談合の疑いを示唆[73][74]、JSCは公正取引委員会への報告を経て調査部会を設置して調査した。（調査部会はJSCの理事、JSC指定の弁護士・公認会計士で構成されており、明らかに「身内の調査」であった）[73]。8月19日JSC調査部会は「官製談合はなかった」と結論づけたため[73]、フジムラは弁護団を結成して8月28日 内閣府政府調達苦情処理対策室 に苦情処理申立書を提出した。内閣府政府調達苦情検討委員会は、「JSCが調達過程の公正性および公平性ならびに入札書の秘密性を損った」として契約を破棄し、新たに調達手続を行うよう提言[74]、2回目の入札による契約は破棄された。一連の経緯は第187回臨時国会 参議院予算委員会において取り上げられ[75][76][77][78]、民主党 蓮舫議員により、下村文博文部科学大臣・日本スポーツ振興センター（JSC）河野一郎理事長に対し、談合疑惑の追及がなされた[79]。JSC河野一郎理事長は、「（入札情報が）漏れたとは考えていない」「（落札価格の）操作事実はない」と平然と答え、更には、開札前に各業者の応札価格を認識した事実を蓮舫議員に指摘されながら、内部関係者への聞き取り調査さえ「していない」と開き直った[80]。河野一郎理事長は最終的には不手際を陳謝、「聞き取り調査もせずに「談合の事実はなかった」と判断した」ことを認めた。また、蓮舫議員からの調査要請に対し下村博文文部科学大臣は「談合が疑われたので警察庁に通報した」と答弁した。同議員から談合防止のための第三者管理機関創設の考えを問われた安倍晋三内閣総理大臣は「今回は警察に調査を依頼している」と述べた[78]。 下村博文文部科学大臣、安倍晋三内閣総理大臣の答弁を受け、警視庁捜査２課が調査に動くという異常事態に発展した。3回目の入札は2014年12月2日に開札され、北工区はフジムラ、南工区は関東建設興業が落札した[72]。当初2014年7月開始予定であった解体工事は、大幅に遅れ、2015年1月から開始されることとなった。基礎の一部は解体せずに流用するなど、一部計画を変更した[81]。

2013年
- 11月 - 総床面積の縮小を発表（約29万m2→約22万5000m2）[82][83]。

2014年
- 01月 - （23日）「基本設計」に着手したとJSCが発表。フレームワーク設計を担当した4社JVが担当[84]。
- 05月 - 「基本設計」が発表。21万0878 m2（機能上の面積[82] は22万2606m2）まで再縮小[85]。
- 08月 - JSCが技術協力会社を募る[86]。「施工予定者技術協力方式」「ECI方式」を採用[87][88][89]。
- 12月 - スタンド工区を旧国立の建設にも携わった大成建設（3社が応募：次点は清水建設で次々点は大林組[90]）と1億2400万円で、屋根工区を竹中工務店（2社が応募：次点は清水建設[91]）と1億2500万円で契約締結し、両社による「設計技術協力」が開始[92]。

2015年
- 05月 - 開閉式屋根の設置を、2020年の五輪終了後に延期する方針を発表[51]。
- 05月 - 「スタジアム本体」の解体作業が完了。9月末までに建物基礎の解体、がれき処理終了を目指すとした[81]。地下を掘る（大量の残土が発生[93]）前に、旧国立を支えていた杭[94]（5000 - 10000本あるとされる）を抜く必要があるともいわれた[95]。
- 07月 - （7日）「実施設計」が発表[96]。
- 07月 - （9日）スタンド工区の大成建設にJSCが一部資材を発注し、施工業者と本件初となる契約を締結（32億9400万円）。基礎工事を10月から開始し、スタンド、屋根、外装・内装、フィールドの順で着手する予定とした[97]。現場工事は、大成建設統括所長の伊藤清仁が率いる[98]。作業所長は八須智紀氏。
- 07月 - （14日）月内にも、JSCはキールアーチ用の資材を発注する予定と報じられた[99]。
- 07月 - （17日）一転、安倍晋三首相が計画白紙化を表明[52]。
- 10月 - （23日）「地表」すべての解体作業を終了[100]（それぞれA案では「準備工事」[101]、B案では「解体工事」[102] の期間を設けている）。砂塵対策で更地にクローバーの種を蒔いた[103]。

2016年
- 01月迄 - 業者決定の予定（2015年8月時点の計画）[104]。
- 06月 - （24日）基本設計を完了[105]（当初は5月を予定[106]）。
- 12月 - （11日）着工（当初は2015年10月を予定[107]）。

2019年
- 11月 - （30日）大成建設・梓設計・隈研吾建築都市設計事務所共同企業体より竣工引き渡しが完了[108]。

### ギャラリー

工事記録
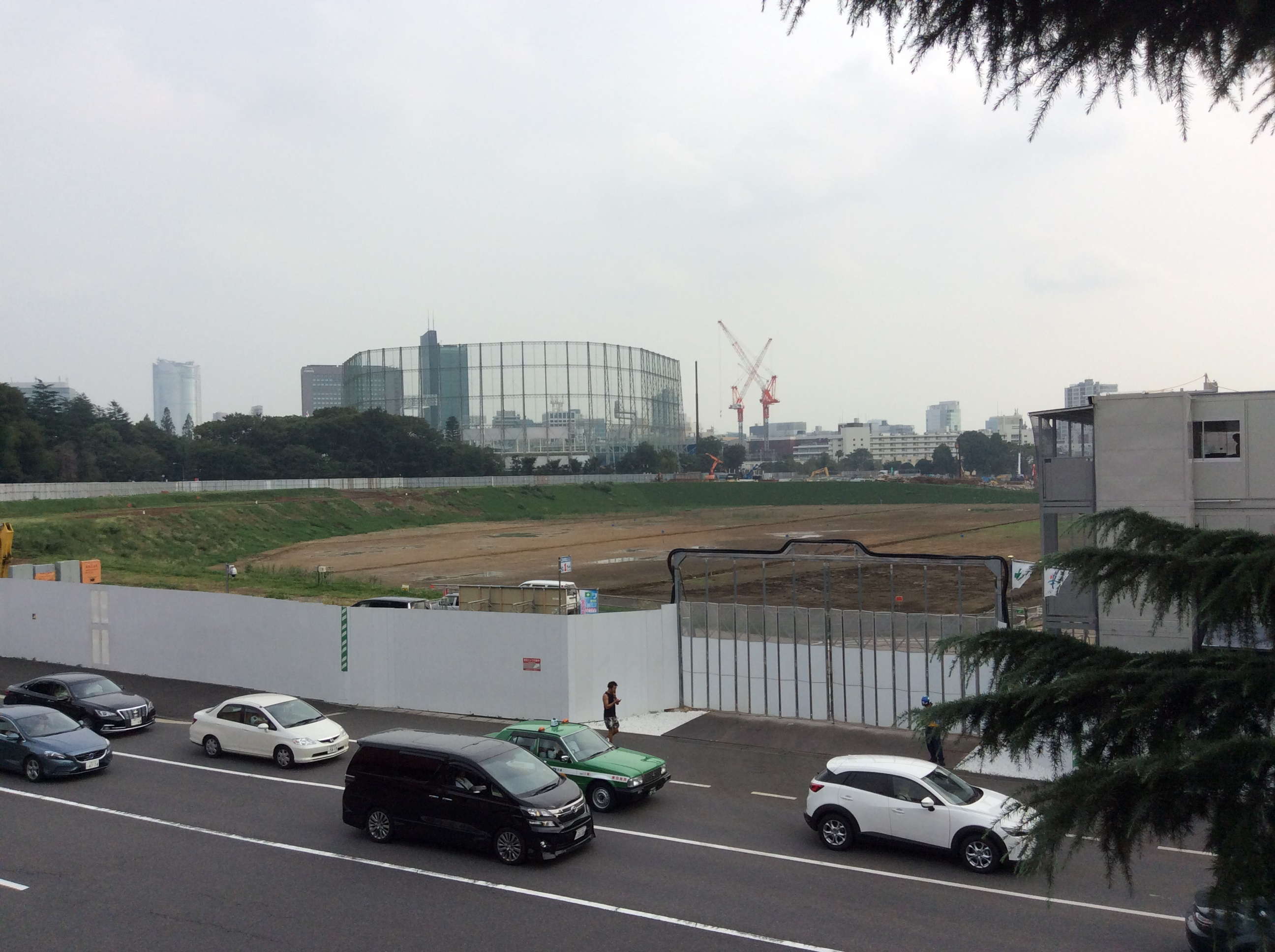
2016年9月17日撮影 明治神宮外苑アイススケート場より見る（着工3か月前）
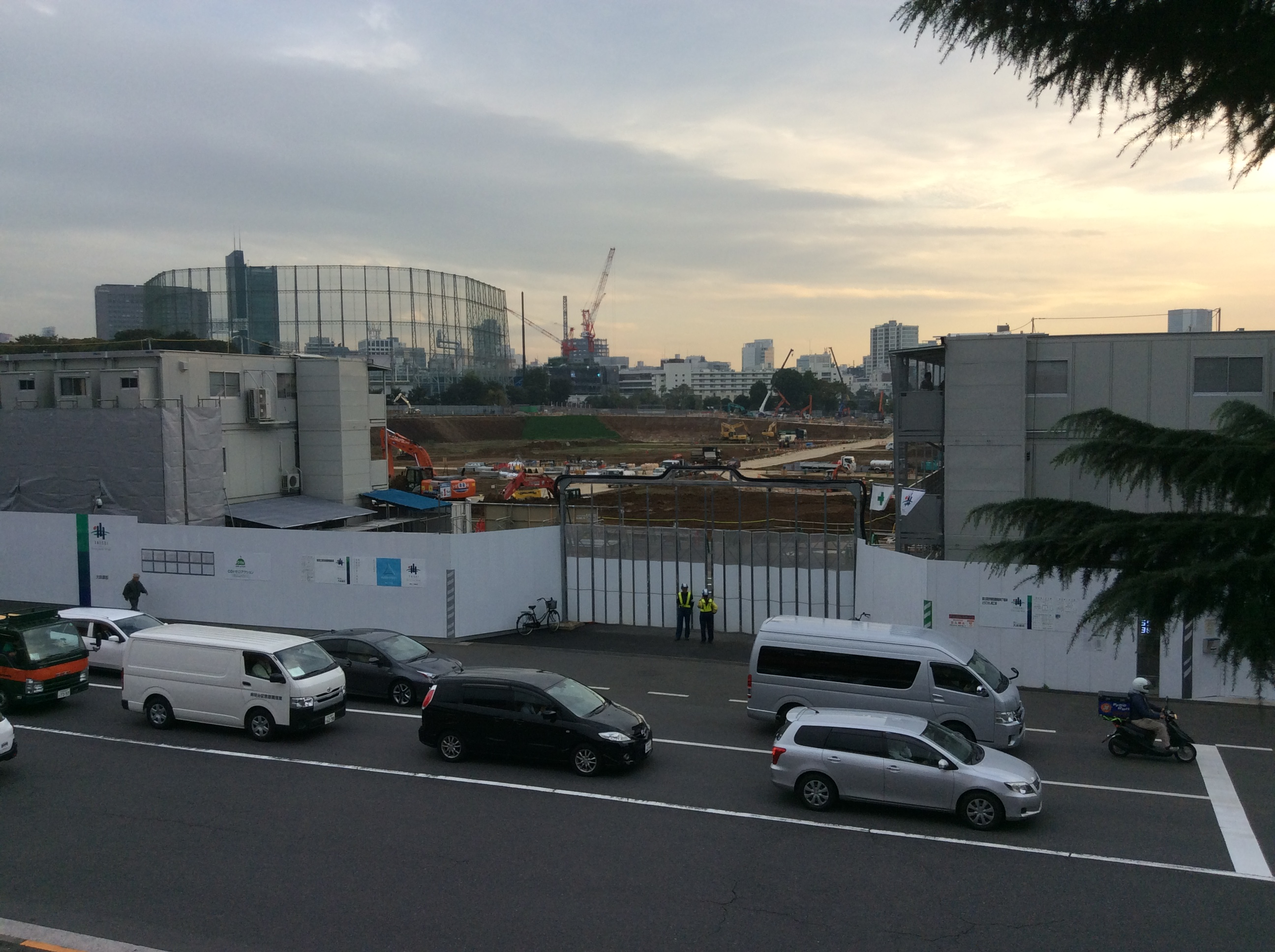
2016年10月31日撮影 明治神宮外苑アイススケート場前より見る（着工2か月前）
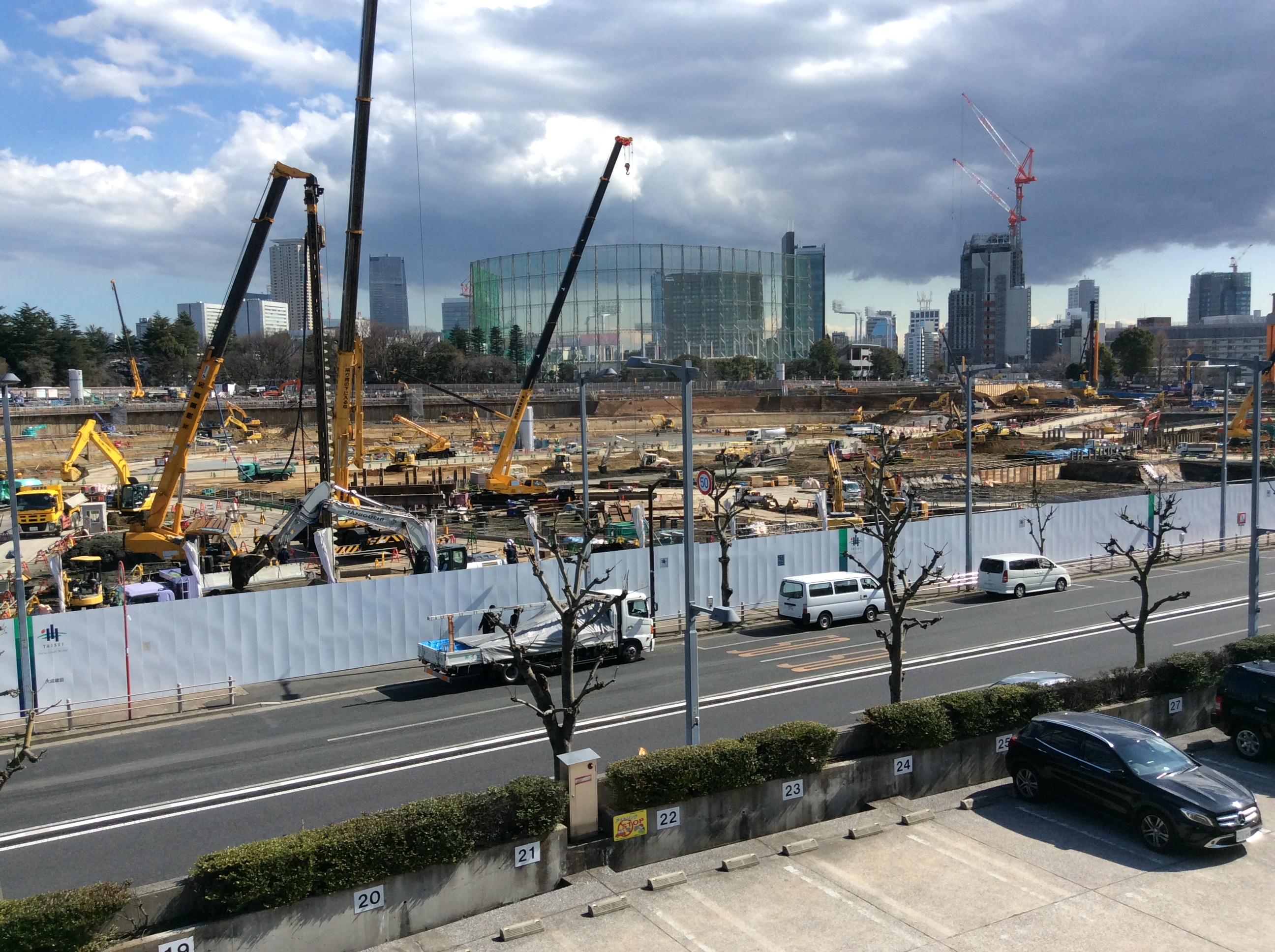
2017年3月3日撮影 東京体育館より見る（着工3か月）
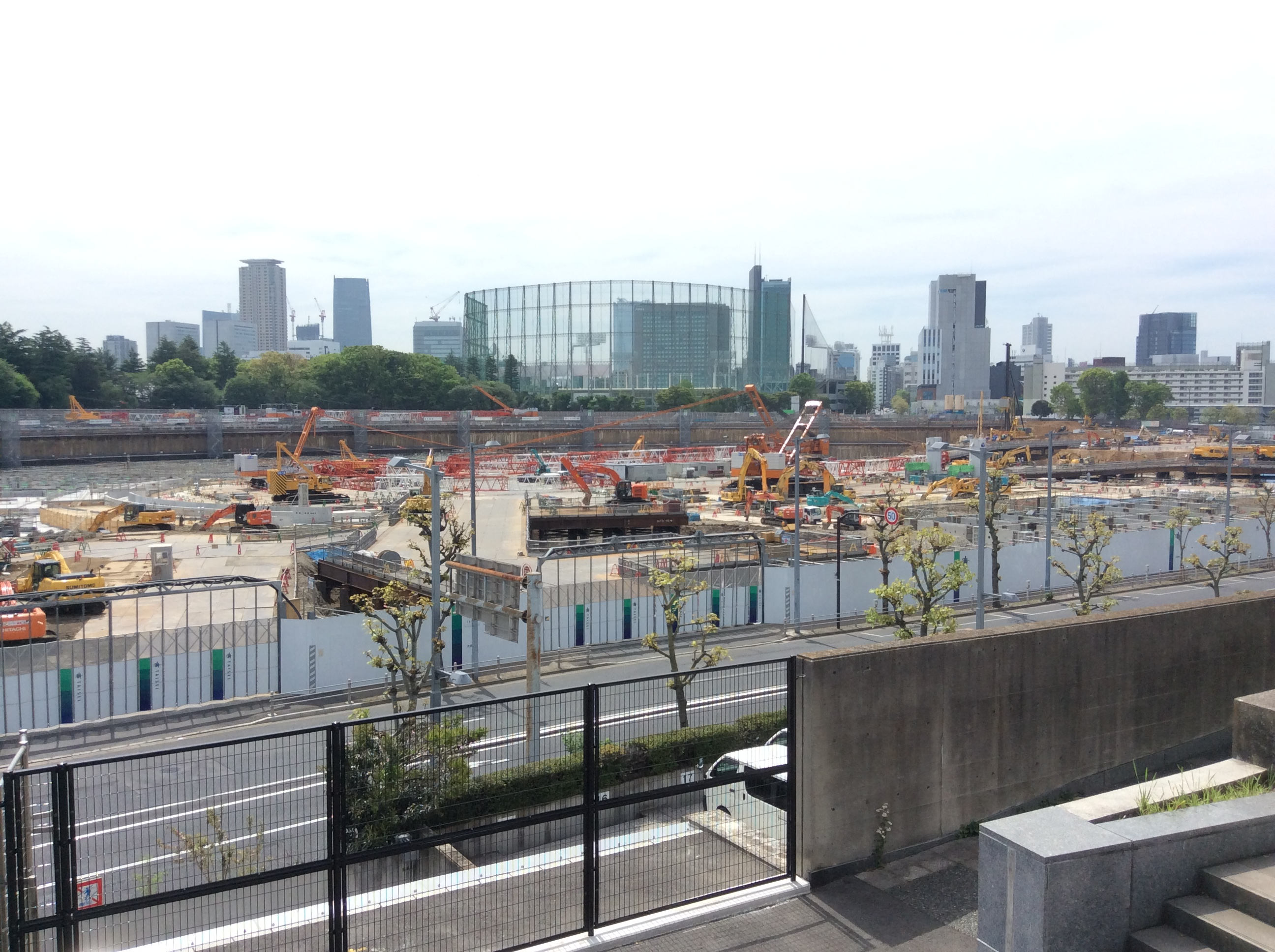
2017年5月6日撮影 東京体育館より見る（着工5か月）
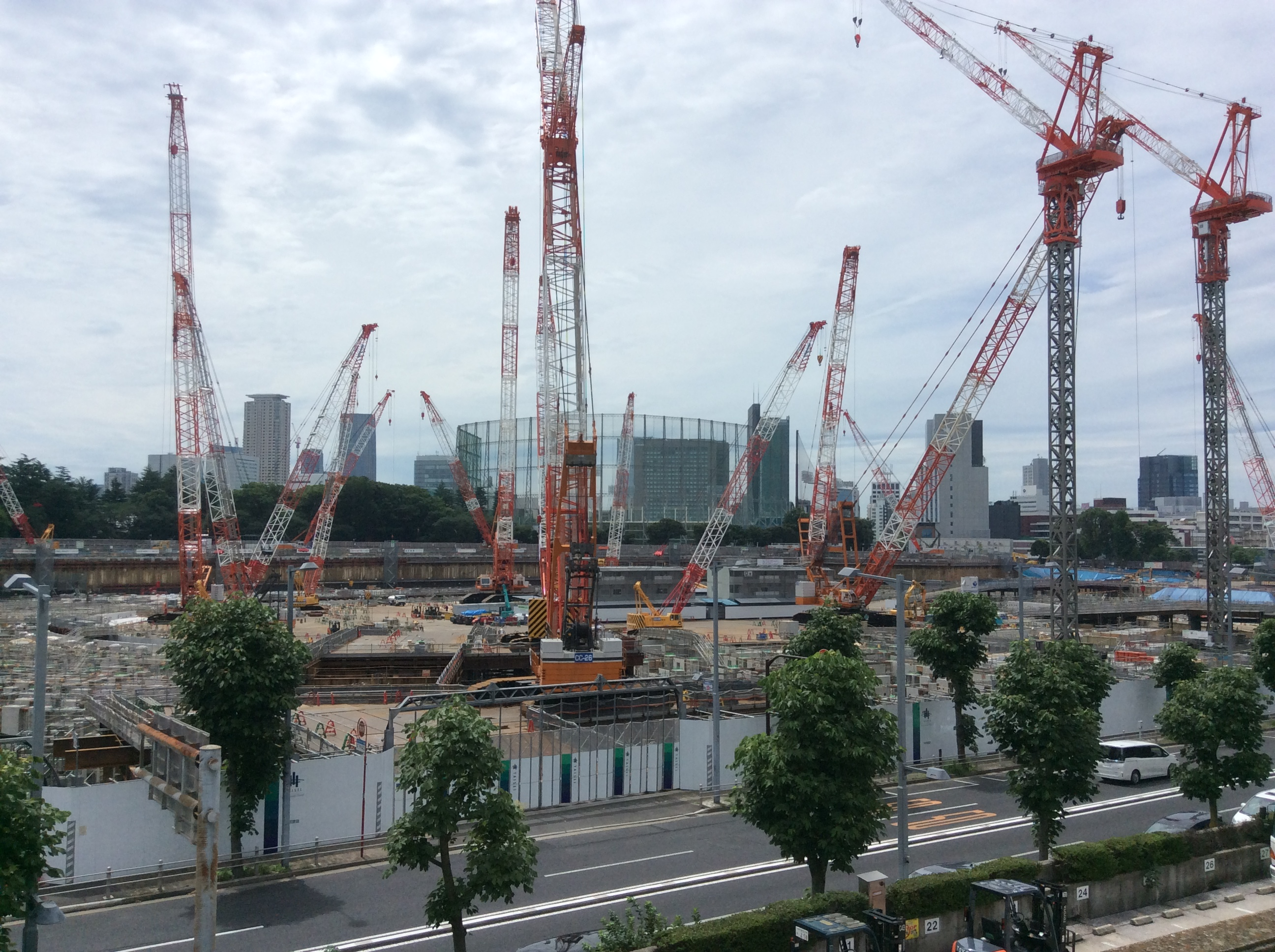
2017年7月2日撮影 東京体育館より見る（着工7か月）
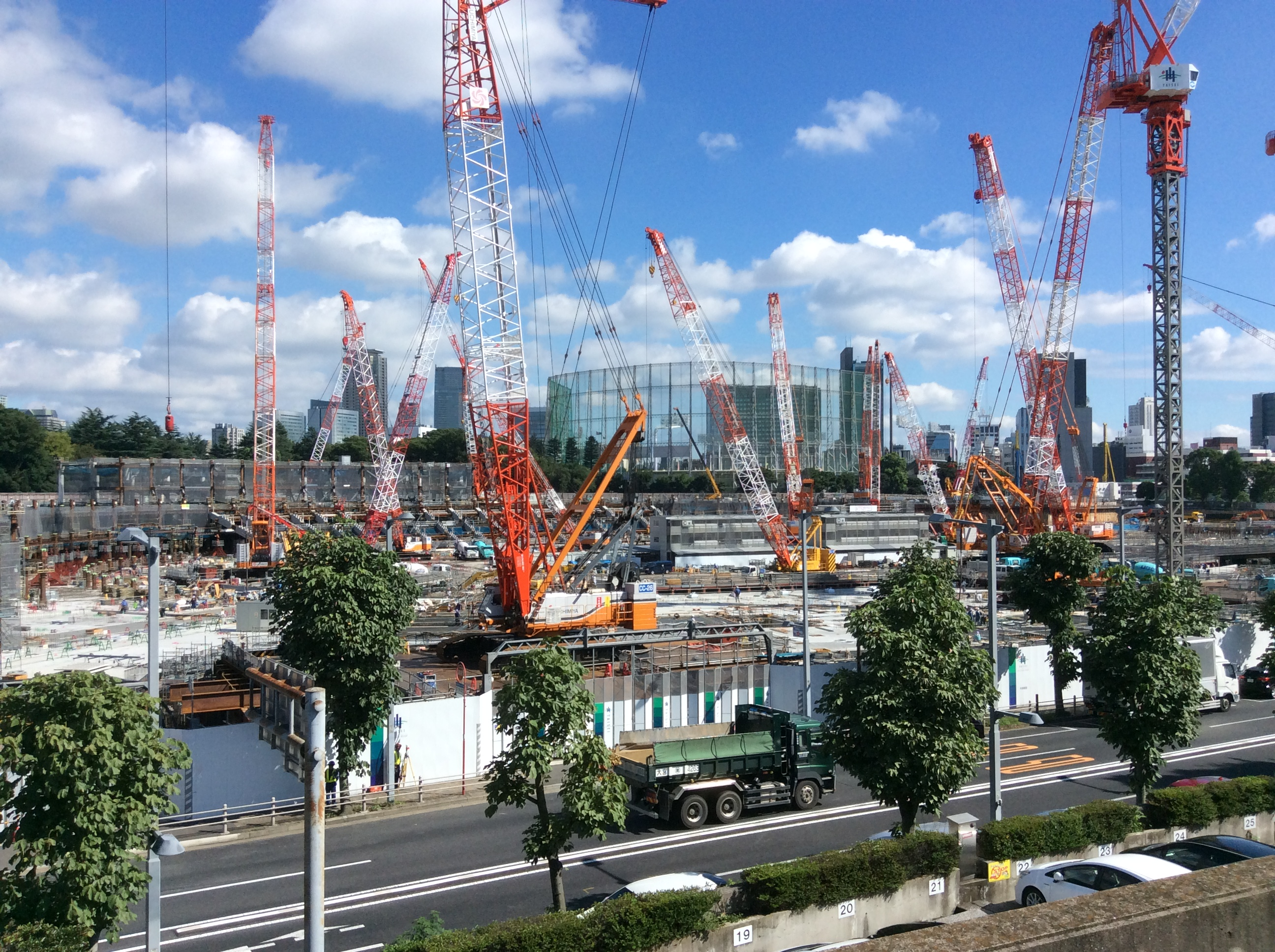
2017年9月2日撮影 東京体育館より見る（着工9か月）
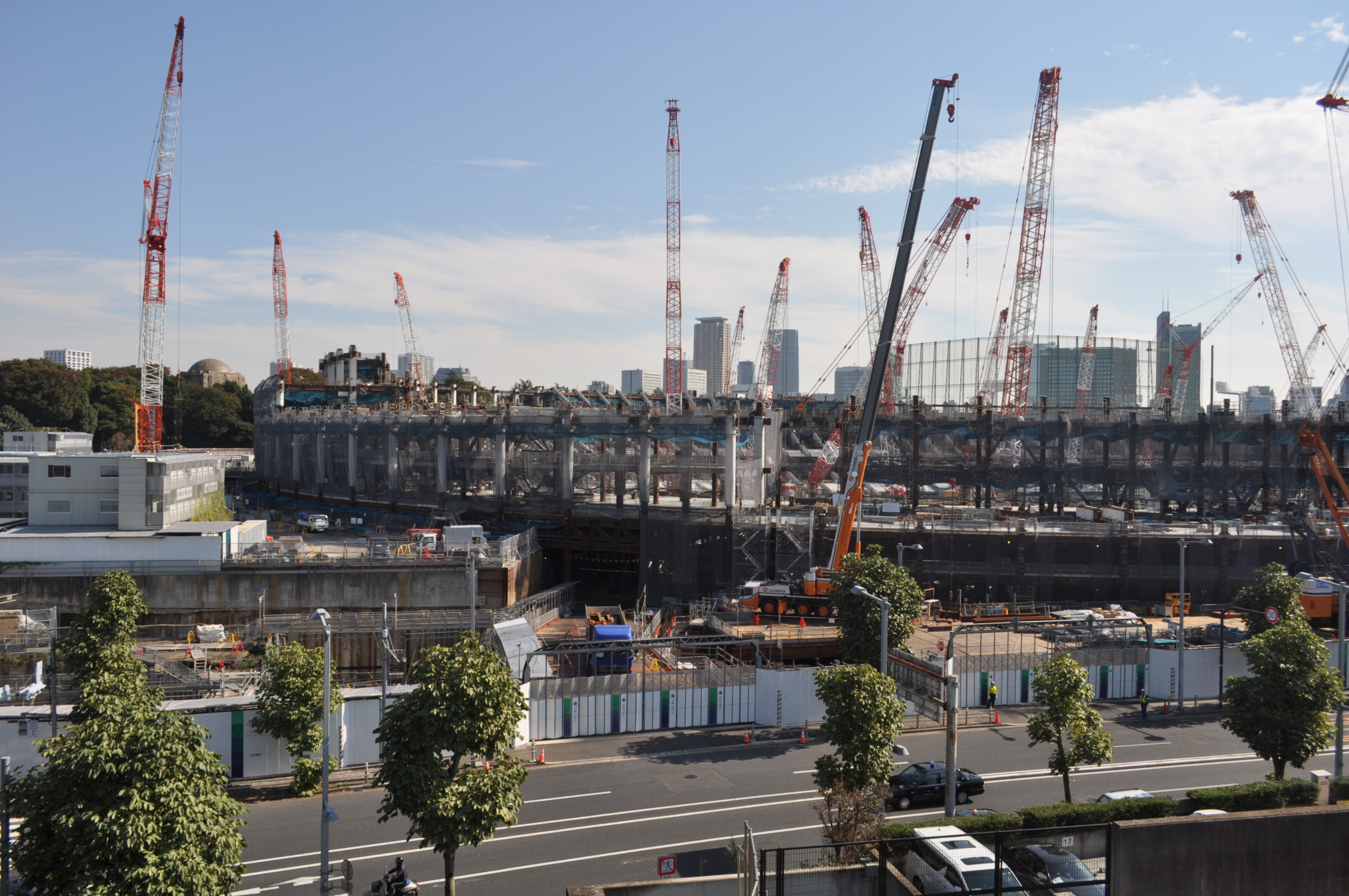
2017年11月4日撮影 東京体育館より見る（着工11か月）
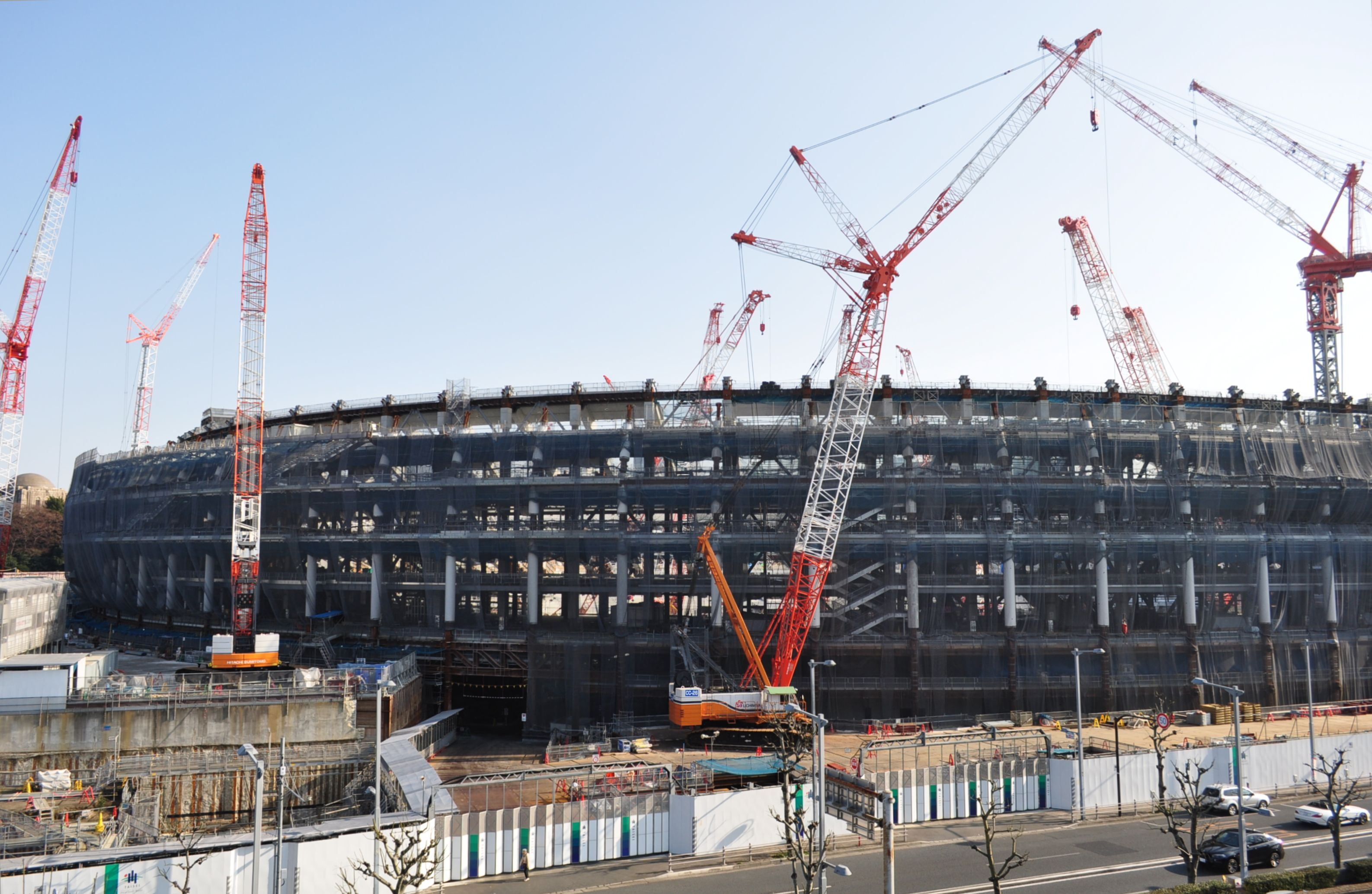
2018年1月21日撮影 東京体育館より見る（着工13か月）
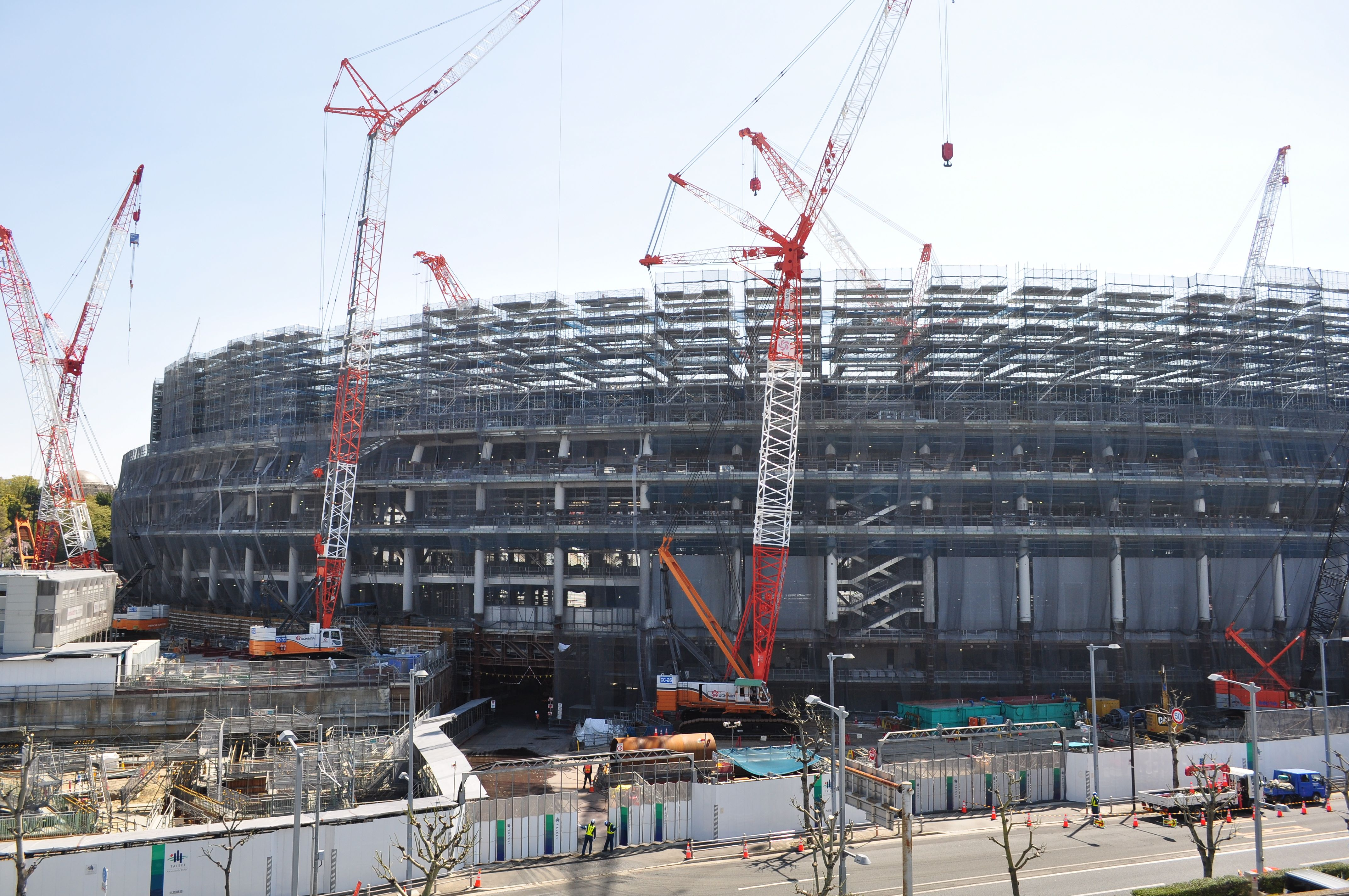
2018年3月30日撮影 東京体育館より見る（着工15か月）
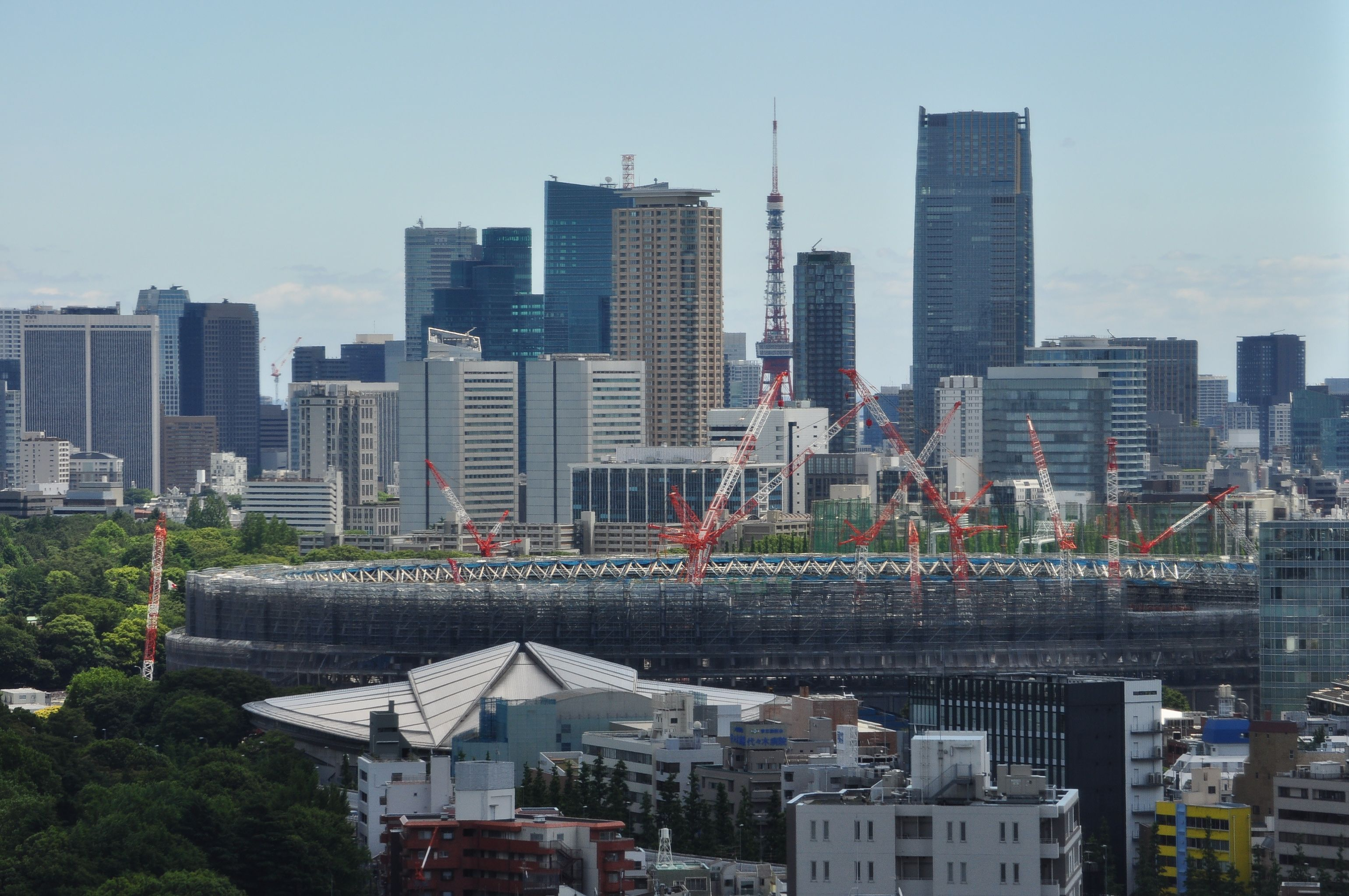
2018年5月20日撮影 東京都庁展望室より見る（着工17か月）
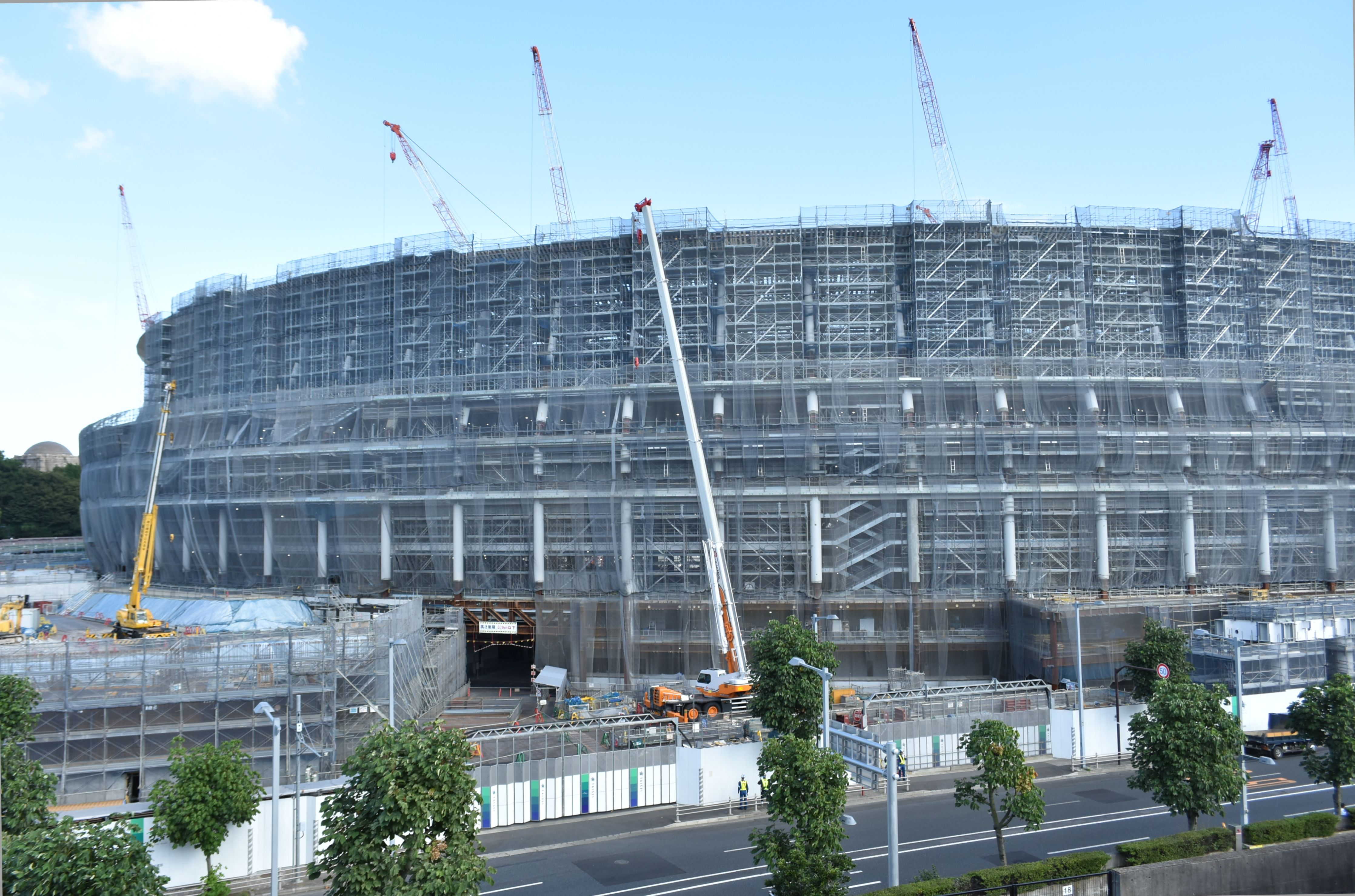
2018年8月21日撮影 東京体育館より見る（着工20か月）
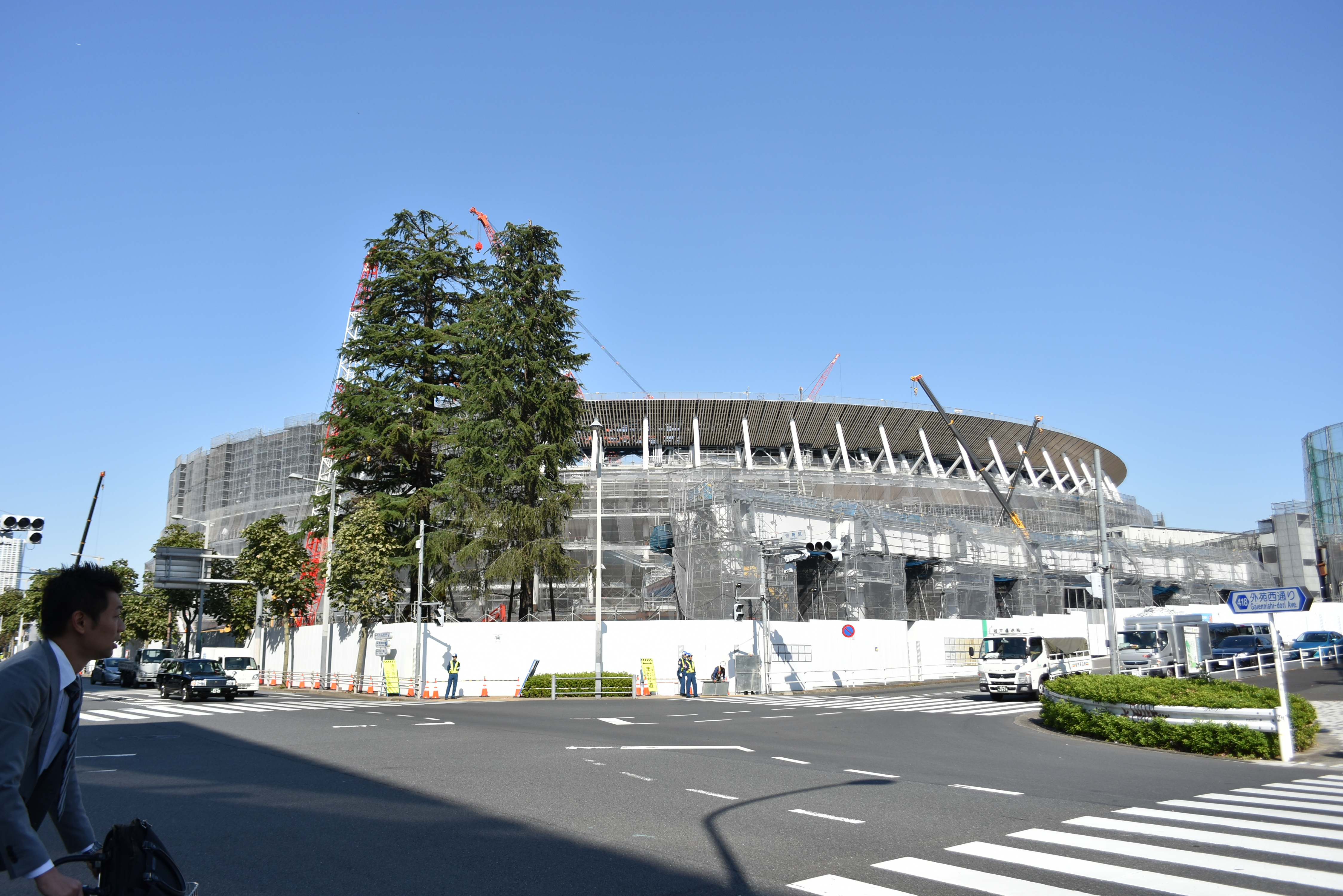
2018年10月22日撮影 仙寿院交差点より見る（着工22か月）
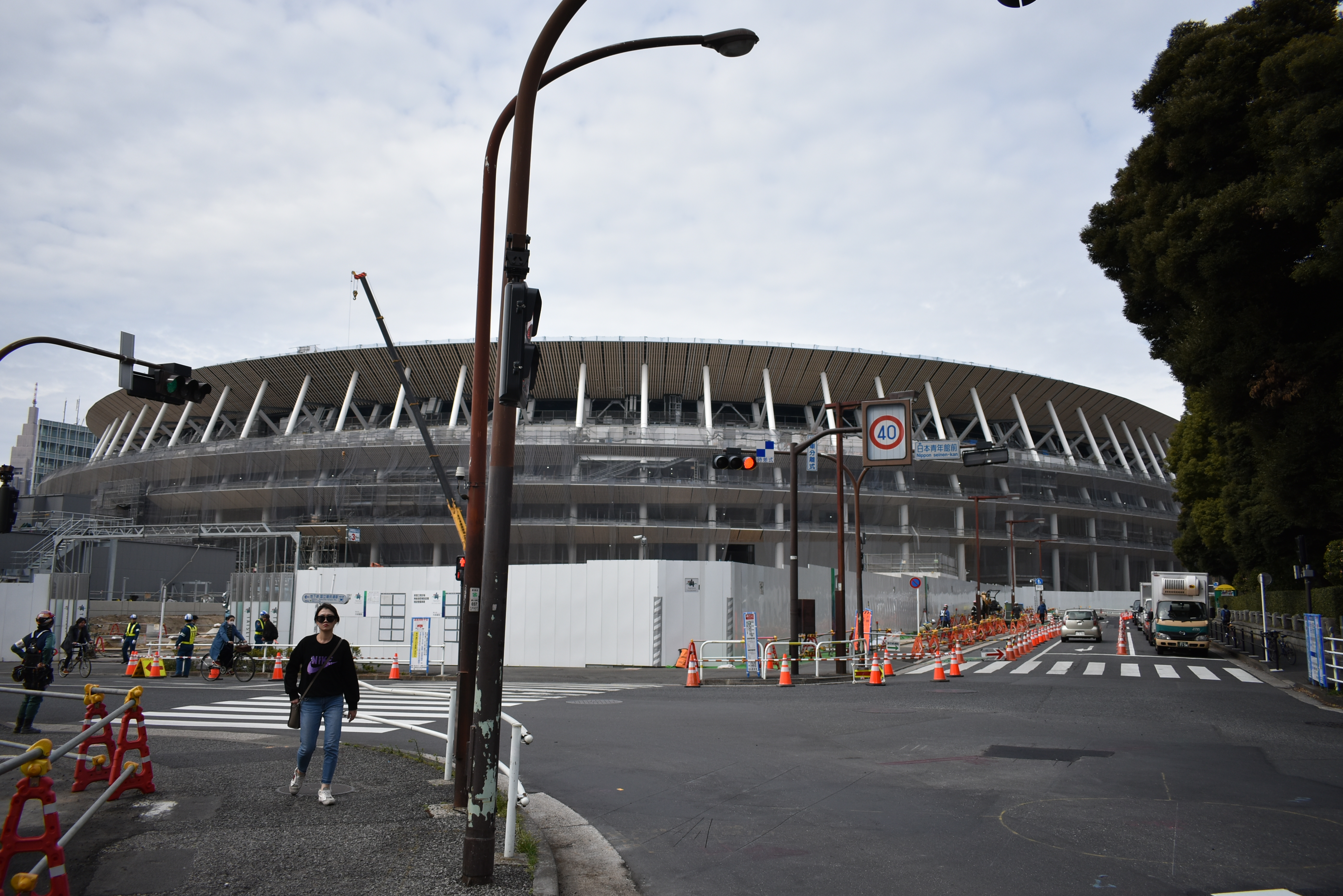
2019年3月19日撮影 神宮第二球場前より見る（着工27か月）
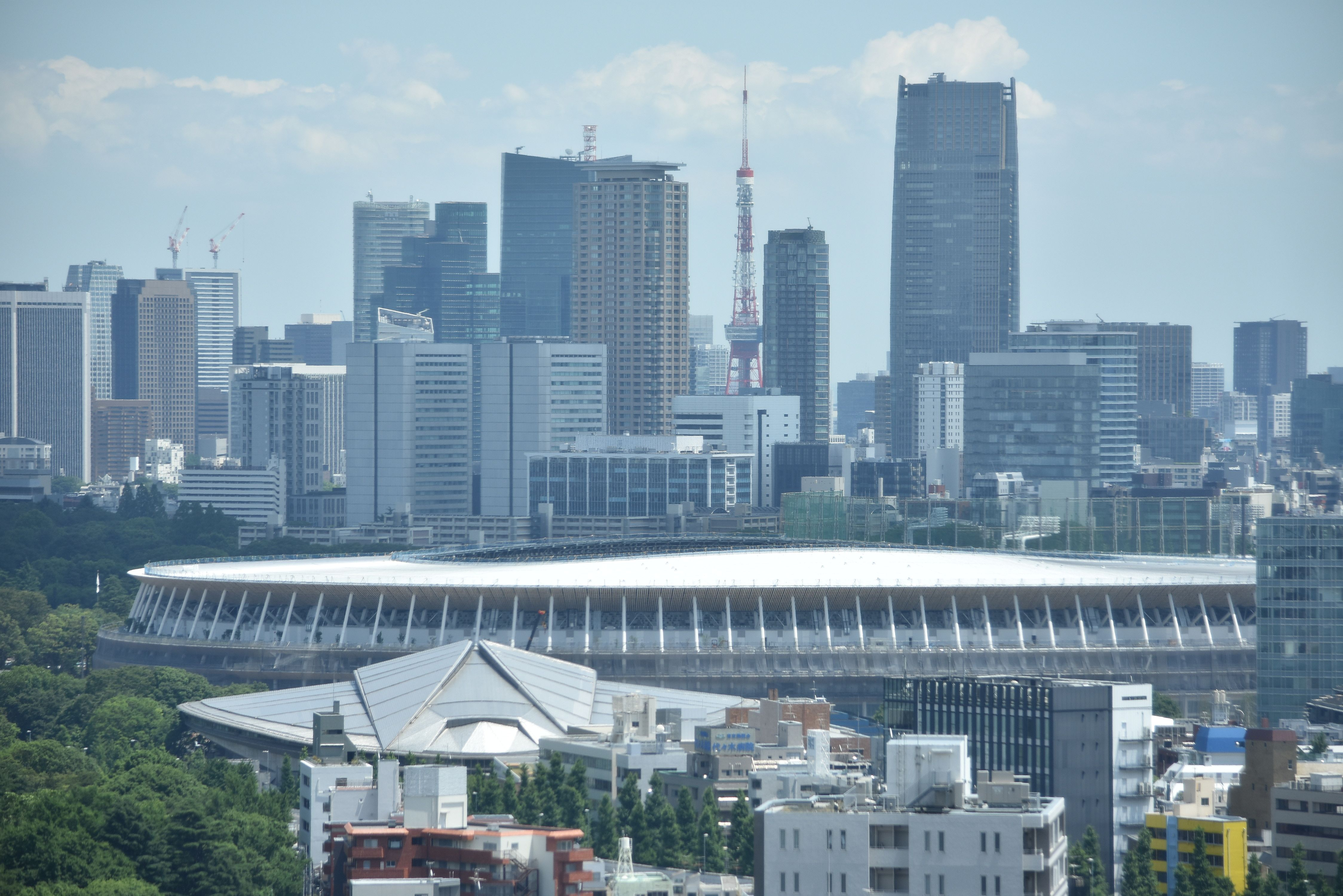
2019年5月30日撮影 東京都庁展望室より見る（着工29か月）
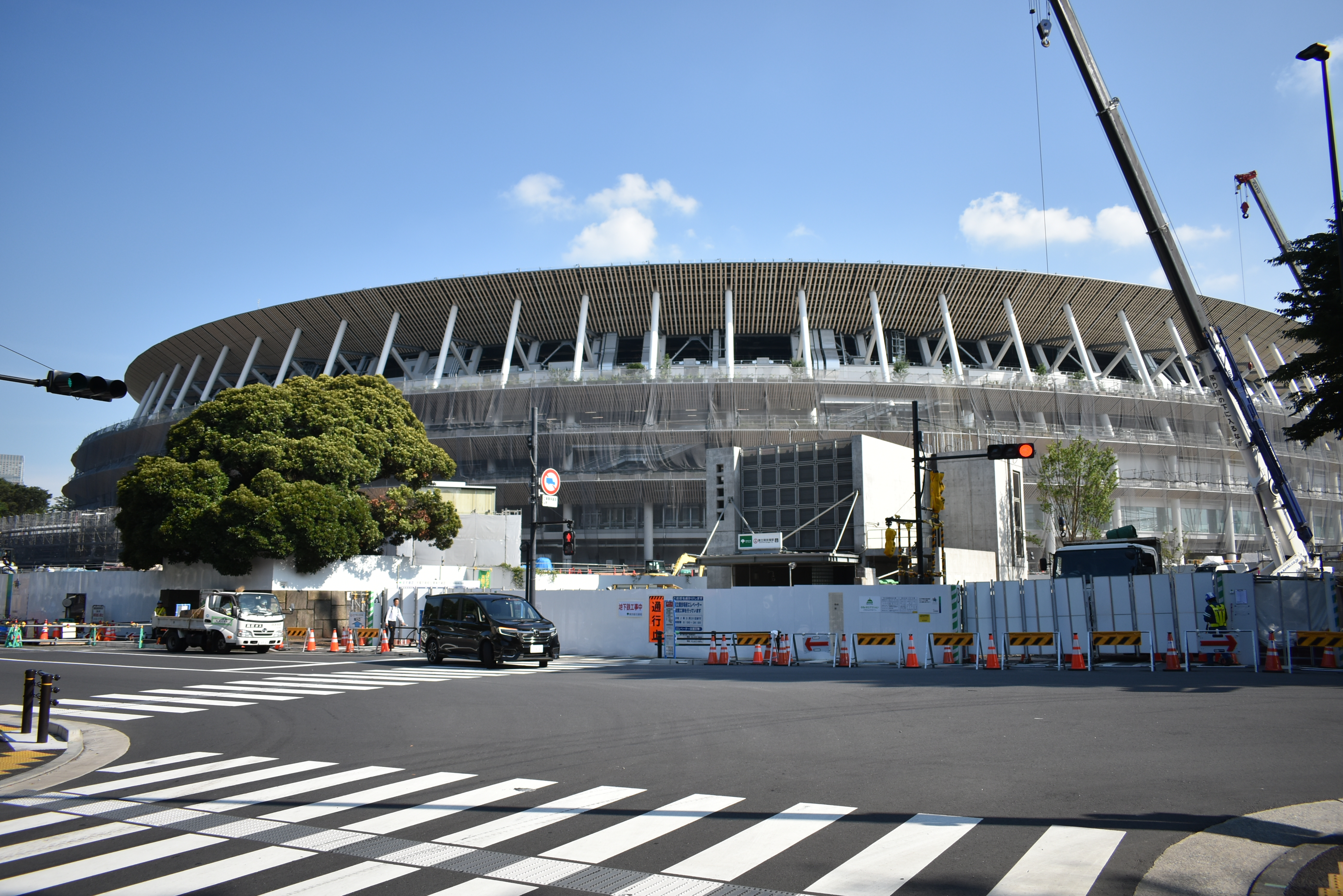
2019年6月25日撮影 明治神宮外苑アイススケート場前より見る（着工30か月）
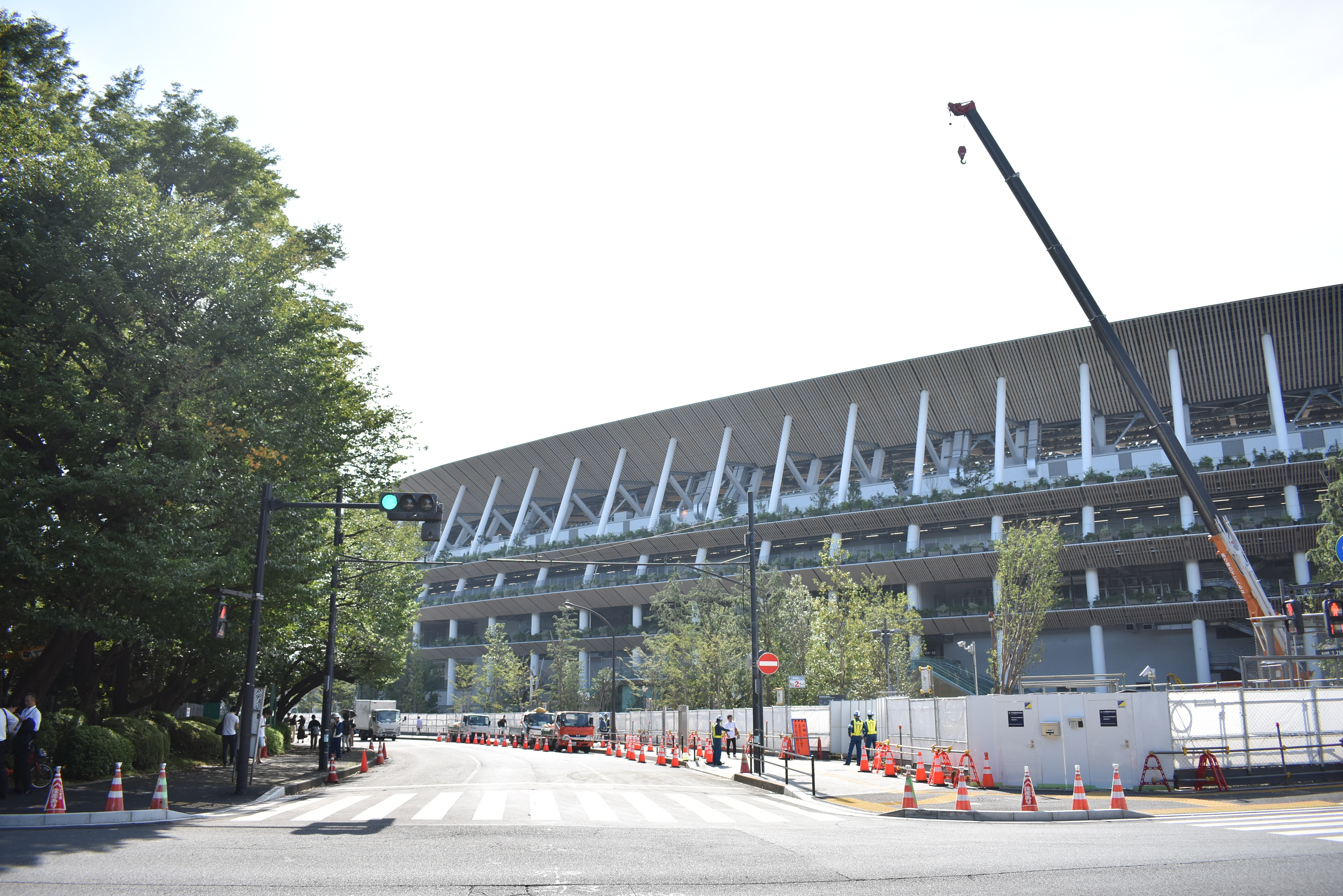
2019年8月29日撮影 聖徳記念絵画館前より見る（着工32か月）
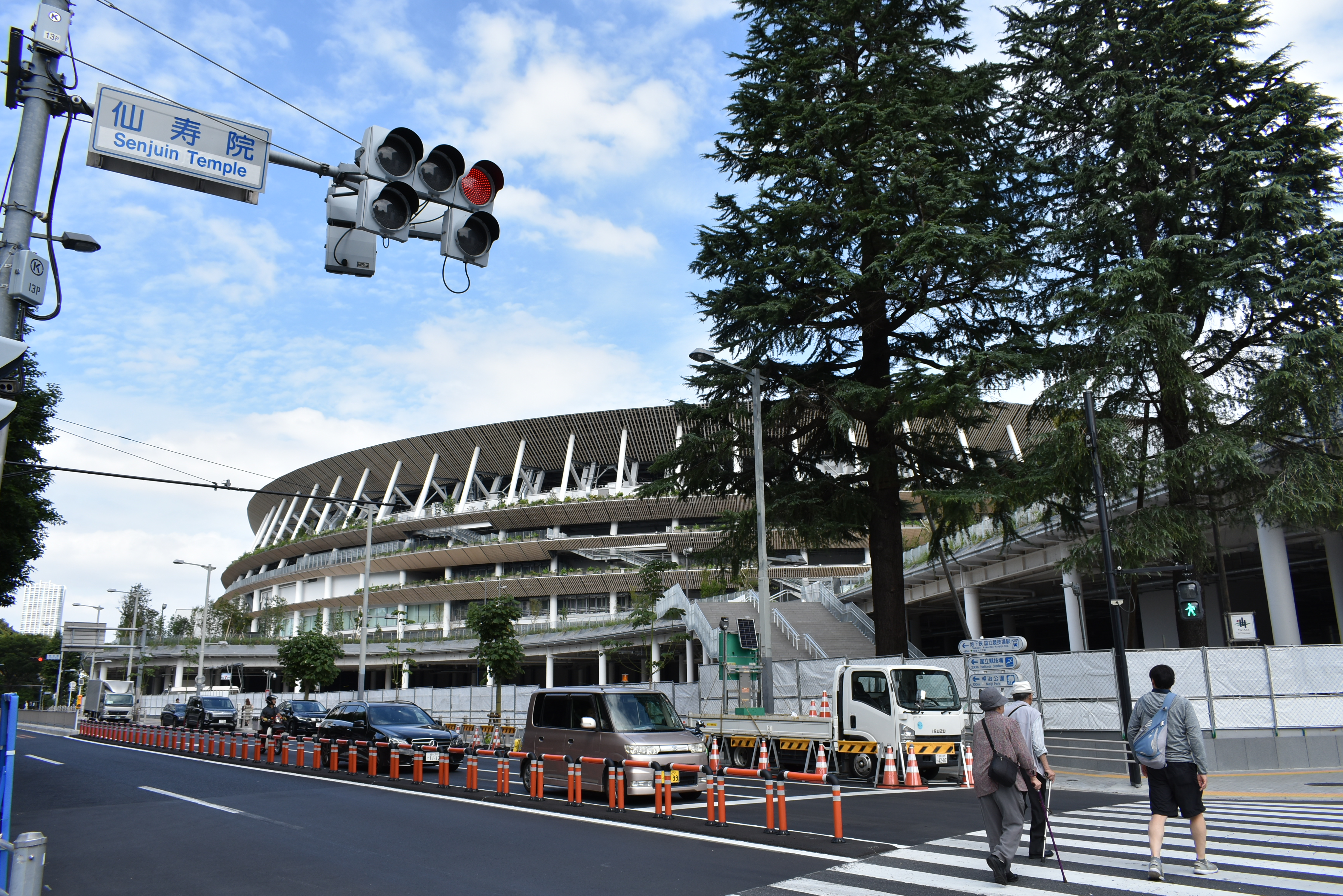
2019年9月22日撮影 仙寿院交差点より見る（着工33か月）
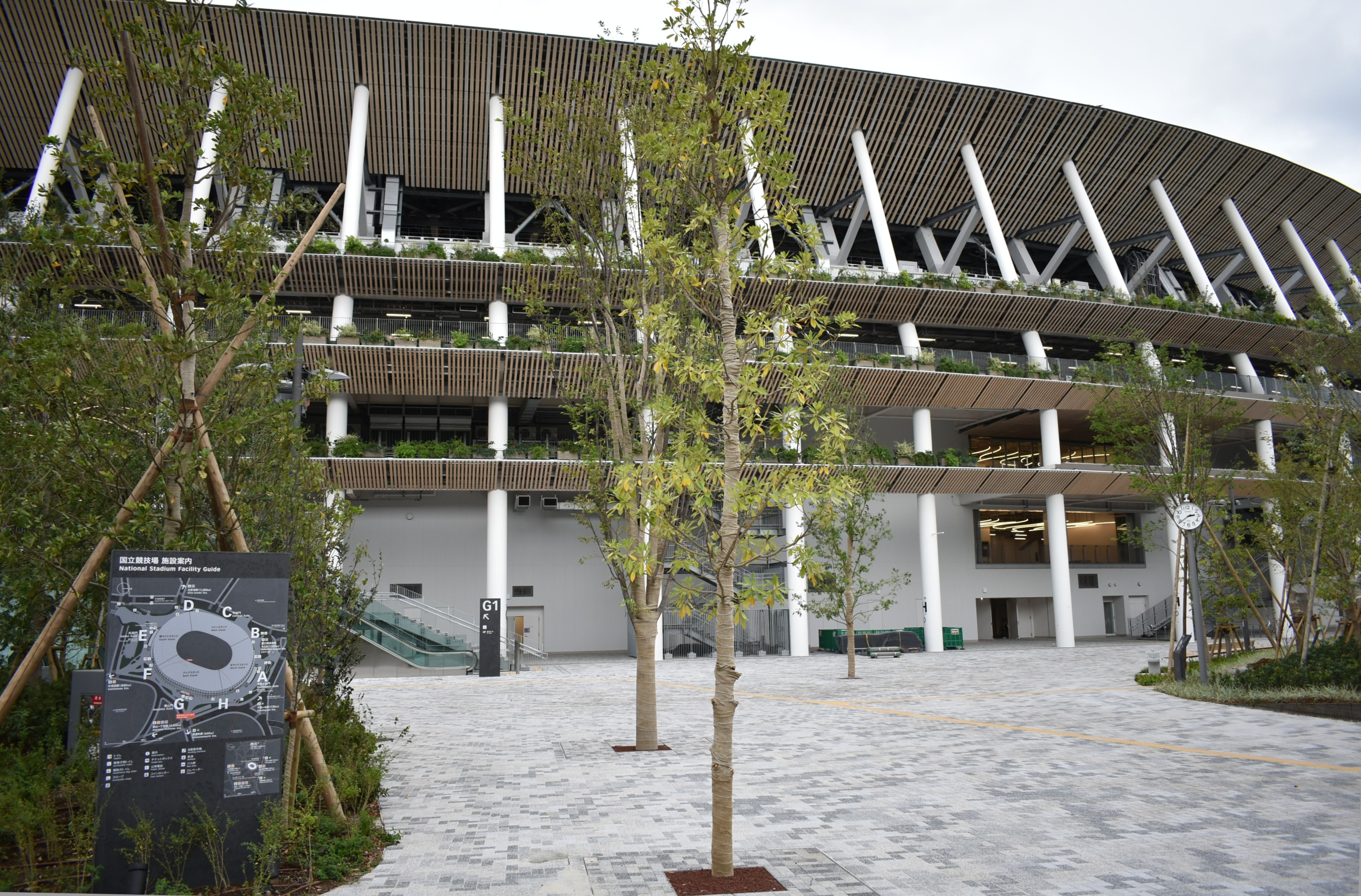
2019年10月24日撮影 Gゲート（青山ゲート）

## 費用
建設費は、2012年のコンペ時点が1300億円（文科省側は「お金がかかりすぎないかについても評価していただく」と求めていたという）で、JSCは日本の既存大型スタジアムの総工費を参考としたという。一方、森喜朗（東京大会組織委会長）も意識したシンガポール・ナショナルスタジアムの、約1090億円を参考にしたのではとの推測もある。最大時には3000億円超の膨張が判明した（ザハ案）。将来の解体までのライフサイクルコスト（LCC）は、1兆円を超えるという試算もあった。
2015年7月7日の有識者会議（第6回）は増額要因に、「巨大なアーチ構造を持つ新競技場の特殊性」「（2011年3月発生の東日本大震災や都心部の大型再開発による）建設資材や労務費の高騰」「消費増税」の3点を挙げた。つまり｢元々高コストな上に建設費そのものが値上がりした｣ということである。キールアーチに関しては、鉄骨が3次元構造で特注品 となり、高度な技術を持つ業者が数社しかなく、価格競争が起きにくいともいわれた。
7月21日のJSCの資料によると、すでに約59億円（ザハ側へのデザイン監修料、4社JVの設計業務、2社の技術協力等の合計）の支出があり、8月10日には、61億2000万円と改められた。また、ザハと完全に契約解除した場合、損害賠償なども懸念された。
8月下旬の新整備計画では総工費1550億円程度とし、12月22日に「優先交渉権者」に決まったA案は約1490億円としている。

### 他とのコスト比較
従来の五輪メインスタジアムの総工費はおよそ、リオが約550億円、ロンドンが約800億円、北京が約500億円、アテネが約350億円、シドニーが約680億円。
7万2327人収容の横浜国際総合競技場（日産スタジアム、1998年完成）は、総工費が603億円 だった。最近の国内外の大規模競技場では、観客1席あたり100万円程度が建設単価の上限だが、新国立を約1600億円とした場合、1席あたり約200万円になる。アメリカ・テキサス州アーリントンにある、キールアーチを用いた約8万人収容の開閉式スタジアムのAT&Tスタジアムは、総工費が約1600億円だったといわれる。
また、ザハ案では、総工費とは別に将来的な修繕費と大規模改修費 だけで約975億円を予定し、年間維持費が約35 - 45億円（旧国立は約4億円、埼玉スタジアムは約6億円、横浜国際総合競技場は約7億円）と想定された。

### 試算の変遷
総工費の詳細は、2015年8月19日の検証委の資料 で明らかになった。
| [ 10 ] [ 131 ]                                  | 文科相        | 【試算者】など                          | 総工費（億）    | 内訳 |
| ----------------------------------------------- | ------------- | --------------------------------------- | --------------- | --- |
| 2011年 9/30                                     | 中川 （民主） |                                         | 100000 見込00   | 文科省の「建て替え調査費」概算要求発表の時点。                                                                                                  |
| 2012年 2/12                                     | 平野 （民主） | 五輪招致申請資料                        | 100000          | |
| 5/14                                            | 平野 （民主） | 藤原誠の発言                            | 100000          | 施設建築WGにて「1000億円というイメージ」 |
| 7/13 7/20                                       | 田中 （民主） | コンペ要項 都市計画設計研の試算         | 130000          | 本体1119、周辺181。JSCが試算を委託。 |
| 0                                               |               |                                         |                 | |
| 2013年 8/05                                     | 下村 （自民） | 【JV】（7月30日） JSCが文科省へ報告     | 3000超 （3535） | 本体3092、周辺370、解体73。可動ピッチ有り。10月23日に文科相は公にした。                                                                         |
| 8/20                                            | 下村 （自民） | JVの「提案」                            | （1358〜3535）  | キールアーチ無し など22万m2案を含む計7案 をJSCに提示。                                                                                          |
| 9/24 11/26                                      | 下村 （自民） | 【JV】 有識者会議4                      | 185200          | 本体1413、周辺372、解体67。床面積を22％削減。                                                                                                   |
| 12/下旬                                         | 下村 （自民） | 【JV】                                  | 上限169900      | 本体1395、周辺237、解体67。26日に文科省と財務省が合意。                                                                                         |
| 12/27                                           | 下村 （自民） | 【JV】                                  | （1692）        | 本体1388、周辺237、解体67。 |
| 2014年 5/28                                     | 下村 （自民） | 有識者会議5 基本設計                    | 162500          | 本体のみ（スタンド＋屋根1365、その他260）。 |
| （5％換算、2013年7月単価）↑ 消費税 ↓（8％換算） | 下村 （自民） |                                         |                 | |
| 10/05                                           | 下村 （自民） | 槇グループの試算                        | 250000          | [ 144 ] |
| 2015年 1〜2月                                   | 下村 （自民） | 【大成・竹中】                          | 3000超 （3088） | 本体のみ（スタンド1840・屋根1248）。圧縮案（可動席の仮設化、開閉式屋根の先送り）以前。                                                          |
| 2/13                                            | 下村 （自民） | 【JV】 JSCが文科省へ報告                | 210000 （2112） | 本体のみ（スタンド1447・屋根665）。2014年10月単価。「乖離を収めることは困難」と報告。4月10日に下村文科相は河野JSC理事長からの報告で初めて知る。 |
| 7/07                                            | 下村 （自民） | 【JVと大成・竹中】 有識者会議6 実施設計 | 252000 265100   | 本体のみ（スタンド1570・屋根950）。2015年6月単価。周辺72 や、可動席 と開閉式屋根等の費用も含まず。2015年8月28日、131億円が新たに判明。          |
| 7/17                                            | 下村 （自民） | 安倍首相が発表                          | 未定            | 「計画をゼロベースで見直す」 |
| 8/28                                            | 下村 （自民） | 新整備計画                              | 155000          | 本体1350、周辺200。設計・監理等40と解体費55 を足すと1645。そこから上下水道工事27（JSC負担）と道路上空連結デッキ37（都負担）を引くと1581。       |
| 12/14                                           | 馳 （自民）   | A案 B案                                 | 149000 149700   | |

- 本体 - 本体整備費、周辺 - 周辺整備費等（立体公園・ブリッジ等）、解体 - 解体工事費。

### 財源・都の負担
ザハ案
2015年7月8日時点で、計626億円を確保した（国費392、JSCの「スポーツ振興基金」125、スポーツ振興くじの2013・2014年度売上5％の109）。その他の未定分に、スポーツ振興くじの2015年度以降の売上5％の50億円超、命名権（ネーミングライツ）や寄付で200億円 を検討し、下村文科相が5月18日に舛添都知事へ東京都の負担に500億円を要請した。「スポーツ振興基金」 やスポーツ振興くじ「toto」の使用は、アスリートの強化費などの減少が危惧された。国立施設への命名権導入には慎重論もあるが、2000年シドニー五輪のメイン会場が「ANZスタジアム」となった例もある。
新整備計画
2015年12月22日時点。最大1581億円を予定するうち、半額の791億円を国が負担し、残り1/4（395）ずつを、都とJSC（スポーツ振興くじ「toto」の収益）で折半する見込み。第190通常国会会期中の2016年5月2日、財源に関する法律が参議院本会議で可決・成立した。
都の負担
猪瀬直樹都知事（当時）は2013年11月18日、都有地部分の「都民の便益となるもの」については都の負担（周辺整備費）を示唆したが、12月24日に辞職。
下村文科相は舛添都知事（2014年2月11日に就任）に2015年5月18日、周辺整備費500億円の負担を要請したが、地方財政法（国立施設における地方自治体の建設経費負担を原則禁止）を根拠に、難色を示した。森喜朗（東京大会組織委会長）は5月26日、「五輪は東京都が招致した」と、都の協力の必要性も示した。7月8日、舛添都知事は長年の友人・遠藤五輪相と会談し、都の負担を検討する作業チームを設置することで合意。新整備計画発表の28日には、諸施設に「防災警備施設」と記載されたことも踏まえ、「競技場本体」の負担の検討も示唆した（都は新国立を防災拠点に検討している）。
12月1日、舛添都知事は「（計1581億円のうち国が半分で）都が395億円程度を負担する案に、国と合意した」と正式表明した。周辺整備費等を含めると計448億円。8万人分の飲食料の備蓄など、都民の利点も指摘した。

### 民間委託
- 2015年4月 - JSCが、民間事業者から事業手法案を募集[167]。
- 6月 - 噂レベルながら老朽化が近い東京ドーム（1988年開場）からの読売ジャイアンツ本拠地移転話が浮上[168][169]。
- 7月29日 - 自民党の内閣・文科両部会の合同会議にて、「半官半民」の建設案や、（近隣で建替予定の）秩父宮ラグビー場をサッカー・ラグビーの日本代表の拠点にする案などが出た[170][171]。
- 8月14日 - 「基本的考え方」の（8）により、行革本部の提唱のうちの「官設民営」となる可能性が浮上[172] も、「（民間会社も加わる）ビジネスコンペ」の実施は先送りされた[173][174]。
- 12月22日 - 文科省が主体の「大会後の運営管理に関する検討ワーキングチーム」を設置[175]。25日には馳文科相は五輪後の管理運営主体をJSCから変更すべきだとの考えを示した[176]。

### 高額コストへの批判
批判の声が増えてから、旧国立を保存・改修して使用し続けるべきだとの主張も相次いだ。建築家の森山高至、今川憲英、伊東豊雄、大野秀敏らは、それぞれ独自の改修案を発表した。日本建築家協会（会長：芦原太郎）は2014年5月に、解体の見直しを求める要望書を文科省と東京都に提出した。
槇文彦は「私は保存という情念に問題を託すよりもまず、現在案を徹底的に批判する立場を取っている。もちろん保存改修案には不賛成ではないが、現国立競技場が解体されたら、これまでの真剣な議論が水の泡になってしまう。つまり、『もう何もない。いまさら何を言うのか』と、事業者側は言うに違いないからだ。私は更地になってからでも、いろいろな考え方があるのではないかということを強調したい」 と発言。その上で、独自の対案を2014年8月に発表した。しかし2015年5月には旧国立競技場の解体が完了した。
政治においては、2013年には生活者ネットワークの議員も景観面から疑義を唱えていた）。民主党では有田芳生が2014年2月5日の予算委員会にて新国立競技場の問題点を質問し、2015年6月には「公共事業再検討本部」を新設した（本部長：蓮舫）。都議会では、公明党や共産党が2015年6月に都の負担を問題視した。
2015年5月22日には、舛添都知事が現行案での建設の中止と、機能性やコストの重視を訴えた。7月9日には、大阪市長の橋下徹 や、日本を元気にする会の松田公太（東京大会組織委の顧問でもあるタリーズコーヒージャパン創業者）などからも批判が相次いだ。次世代の党の松沢成文は7月14日、遠藤五輪相と下村文科相に、「今の（計画の）状況は危険だと（森会長に）説明してほしい」と訴えた。同じ頃、一部の元・五輪日本代表らが見直しを求める意見をネット上などで発した。6月末には、東京新聞や毎日・朝日・読売の各紙が社説で、費用がかさむ現行案維持に疑問を唱えていた。

### 自民党の動き
- 党行革本部の「無駄撲滅プロジェクトチーム」（座長：河野太郎[196]）は建設計画の内容を審議し、2013年11 - 12月に文科省やJSCなどへ[197][198]、翌2014年9月25日[199] から建築関係者へ、ヒアリングを実施した[85][200]。
- 総裁特別補佐の萩生田光一は2015年6月までに、（1社に任せるのではなく[201]）工区を分けて発注できなかったのかなどと述べた[202]。

2015年7月
- 6日 - 後藤田正純が計画見直しを訴えたことが報じられた[203]（数日後に代替案も発表）。
- 8日 - 菅義偉官房長官が、このデザインの提示によって、IOC総会で東京が五輪開催を勝ち取った経緯もあると、ザハ案の維持をアピールした[204]。
- 10日 - 安倍晋三首相からはこれまで特に発言はなかったが[205]、衆院平和安全法制特別委員会にて民主党の辻元清美からの質問に対し、「民主党政権時代にザハ案でいくということが決まり、五輪を誘致することが決まった」等と述べ[206] 高額であると初めて認めた上、国際コンペをやり直したとしてもラグビーW杯にも五輪にも間に合わないとの考えを示した[207]。
- 10日 - 下村文科相はデザイン選考の在り方（田中眞紀子文科相の2012年11月に決定）の検証を示唆し、審査委員長だった安藤忠雄について「何らかの形で発言してほしい」と述べた[208]（安藤は16日に会見を開いた[43]）。
- 15日 - 政府が新国立の建設計画を見直す方向であるという情報が夜、浮上した。この日は、自民党など与党が「安全保障関連法案」の採決を衆院特別委員会で実施し可決に至った[209]（翌16日に衆院で可決）。
- 16日 - 党の若手ら約70人の議員が、建設計画見直しの勉強会を発足[210]。
- 17日 - 安倍首相が、「現在の計画を白紙に戻す」と決断したと表明[52]。

2015年8月
- 28日 - 河野太郎行革本部長[注 2]が、同日発表の新整備計画に関して、将来招致する（できる）か不明のサッカーW杯にコストを増やすこと（最大8万席規模）を疑問視した[212]。

## 計画見直し

### 安倍首相の白紙化決断（2015年7月17日）
- 7月17日午後、安倍首相が森会長らとの会談後、計画白紙の決断を表明。その理由を「やはりコストが当初の予定よりも大幅に膨らみ、国民の皆様あるいはアスリートたちからも大きな批判がありました」と語った[52]。
- 7月21日 - 政府が関係閣僚会議・推進室を開設。下村文科相が整備計画策定を「秋までに」とし、着工は「来年1、2月になる」（その後2016年末とした[104]）と表明[213][214]。
- 7月28日 - 文科省の新国立の担当部署であるスポーツ・青少年局の、久保公人局長が辞任[9]。
- 8月7日 - 安倍首相は白紙化決断の理由として、7月17日に下村文科相から「今月中に見直しを行えばぎりぎり大会に間に合う」との報告を受けたことも明らかにした[215]。
- 11月9日 - 「新国立競技場整備事業に関する連絡会議[216]」の第1回が開かれた。

### 代替案
- 2015年には、民間会社（5月）[217]、前述の槇グループ（6月）[218]、自民党の後藤田正純（7月）[219] などが、低コストの代替案を発表。
- 7月17日 - 森会長は、コンペ次点案（優秀賞[124] と入選）の検討を提案したが、安倍首相から「そちらの方が（工費が）高いのでゼロからやる」との返答があったことを明かした[220]。他の最終候補案の多くも、1300億円超えの可能性があったともいわれる[221]。
- ザハ案コンペの技術アドバイザー[222]・和田章が開閉式屋根を支えるのに優秀賞（コックス案）では部材が細く無理で、ザハ案では可能だと当時答えたという。さらに有識者会議（第6回）にて「キールアーチ工法こそ最善策」と述べた[223]。また、最終11作品の中で他に実現性のあるものは、山下設計と伊東豊雄の案だけと、検証委のヒアリングで語った[224]。
- ザハ案には部分的な（南北の逆転なども[139]）修正が加えられ、コンペ要項にもデザイン変更が必要な場合は、不合理に拒絶できないとも書かれていた[225]。肝心のキールアーチに関しても、なぜザハ本人に提議しないのかと指摘もあったが[226]、ザハ事務所のジム・ヘベリン[注 3]は「スタンドと屋根を並行して施工できる[230]」など、その有用性をアピールし続けた[231]。

### 新デザインの選定方法
- 今回のコンペは、建築家と建築会社が組んで応募するなど、デザイン・設計・施工が一括の「デザインビルド」方式の公募型プロポーザル（入札）となった[232]。工期短縮や総工費の抑制が期待される一方、入札額重視の場合は品質低下を懸念する声もあった[214]。
- 9月18日、17時に「参加申請」が締切。JSCは、入札件数などの応募詳細を「規定」により発表しない方針[233]（官製談合防止法などが理由とも[234]）としたが、計2チームから応募があったとされる報道があった。日建設計と組んで再挑戦を9月7日に表明したザハは、施工者が見つからず参加を見送った。前回参加し今回も意欲を表明した左髙啓三[235]、坂茂[236]、遠藤秀平[237] らも、パートナーを得られず断念した。
- 前述の入札件数のほか、デザインも最終決定までは公表されない予定だった[232]。しかし10月6日、「技術提案書」（11月16日に提出締切）を、各応募者の同意があった場合は審査前に公表するとした[238]。なお、有識者会議（7月23日に解散[239]）ではなく、「推進室」を中心に進める流れとなったものの、遠藤五輪相は7月24日、新コンペは「JSCが主体となって行う」と明言した[240]。

### 申し入れ
- 7月21日 - ザハ事務所が日本政府に直接、建設に最後まで関わりたいと申し入れたことが報じられた[241]。翌22日、自民党内閣・文科両部会の合同会議では、ザハ案ベースでの4社JV設計案の再活用の提唱もあった[242]。JSCは23日、ザハ事務所の担当者（ジム・ヘベリン）と面会し、正式に契約解除を「伝えた」が、引き続き計画に参加する希望を示した[243]。
- 7月24日 - 関係閣僚会議へ、日本建築家協会・日本建築士会連合会・日本建築士事務所協会連合会の3会から連名で「新国立競技場整備計画再検討にあたっての提言」が出された[244]。
- 8月7日 - 自民党行革本部（河野太郎）と内閣・文科両部会（稲田朋美政調会長）でまとめた「新国立競技場（オリンピックスタジアム）見直しプラン」が、安倍首相と遠藤五輪相に提出された[245]。そのうちの駒沢オリンピック公園総合運動場陸上競技場（世田谷区）での陸上競技代替開催案は、すぐ側に国立病院機構東京医療センターがあること（騒音）や、最寄り駅の駒沢大学駅（東急田園都市線）の狭さなど、問題点も指摘された[246][247]。他に「ゼロ・オプション」案もあった[248]。
- 8月10日 - 関係閣僚会議の第2回会合で清宮克幸（ラグビー・ヤマハ発動機監督）は、首都東京に球技専用競技場を造るべきだと訴えた[249]。それまでも、陸上競技場でサッカーやラグビーをするという概念が、世界の潮流からかけ離れているという[250]、指摘もあった（2015年7月29日に自民党の内閣・文部科学部会の合同会議にも出席した[170]安田秀一）[251]。ラグビーに関しては、近隣にある秩父宮ラグビー場と明治神宮野球場の場所交換による建替計画があり、用途の重複が想定される。
- 8月10日 - 連立与党である公明党の推進本部（浮島智子ら）は、新国立に関する提言書（全6項目）を安倍首相に渡した[252]。

### 基本的考え方・新整備計画の発表
基本的考え方
8月14日、新整備計画に向けた「再検討に当たっての基本的考え方」（8項目）を、関係閣僚会議（第3回）にて決定した。遠藤五輪相の意見交換や、8月上旬の「Yahoo!ニュース意識調査」の結果が反映された。行革本部の提案「（民営化への）ビジネスコンペ」実施は先送りされた。
（1）「アスリート第一」（2）コスト抑制と「施設の機能は原則として競技に限定」「屋根は観客席の上部のみ」「五輪・パラリンピックのメインスタジアム水準としての施設」（3）「2020年春までに確実に完成」「整備期間の圧縮のため、設計・施工を一貫して行う方式」（4）「プロセスの透明化」（5）「日本らしさに配慮」（6）「バリアフリー、安全安心、防災機能、地球環境、大会後の維持管理等の考慮」（8）「大会後は民間事業へ移行を図る」という内容。
（7）には「内閣全体で責任をもって整備を進めること」「新たに専門家による審査体制を構築すること」も書かれた。
新整備計画
これを元に、新整備計画を8月末に決定する予定とし、同28日、「総工費1550億円程度（本体1330＋周辺整備200）」「五輪の際は6万8000席程度（陸上トラック上部への増設で8万席規模にも対応）」「面積は約19万4500m2」などが、関係閣僚会議（第4回）で決まった。基本理念には、「アスリート第一」「世界最高のユニバーサルデザイン」「周辺環境等との調和や日本らしさ」の3つが掲げられた。
座席空調（約100億円、ザハ案にもあった）の導入も検討されたが、休憩所や救護所などの充実（約10億円）で代替することとした。理由の一つとして遠藤五輪相は、「温度も2、3度しか下がらない」とした。
技術提案書（9月1日に条件が発表）の募集は11月16日まで。ザハ案と同じく山下設計・山下PMC・建設技術研究所が協力参加することも明かされた。優先交渉権者は12月下旬、審査委が「140点満点」×7人＝計980点の評価9項目で判断・選出する。
| 機能（約 m2）  | A案     | B案     |        | 今回の要求 | 旧（基本） |
| -------------- | ------- | ------- | ------ | ---------- | ---------- |
| 競技等         | 25,010  | 24,775  | 24,000 | 23,881     |            |
| 競技等関連     | 5,842   | 5,976   | 5,900  | 6,403      |            |
| 観覧           | 83,533  | 84,498  | 85,300 | 84,537     |            |
| メディア       | 3,098   | 3,044   | 3,100  | 2,748      |            |
| ホスピタリティ | 17,140  | 16,948  | 17,100 | 20,414     |            |
| 防災警備       | 1,185   | 1,188   | 1,200  | 718        |            |
| スポーツ振興   | -       | -       | -      | -          | 14,007     |
| 維持管理       | 29,799  | 23,147  |        | 31,800     | 39,660     |
| 立体通路       | -       | -       | -      | -          | 4,660      |
| 駐車場等       | 26,768  | 26,097  |        | 26,000     | 25,578     |
| 避難通路       | 494     | -       | -      | -          | -          |
| 情報の庭       | 1,141   | -       | -      | -          | -          |
| 合計           | 194,010 | 185,673 |        | 194,400    | 222,606    |

上記の、合計面積の95％以上100％以下、各室面積も±5％とし、設計者側の自由裁量は認められない。
しかし、A・B案ともに維持管理機能のうち「機械室・シャフト」のみは、要求に対してA案が約90.48％（21,716/24,000）、B案が約29％（6,903/24,000）となった。B案では同機能のうち「共用部」を、要求の約249％（14,024/5,640）へ広げる提案もなされた。

### A案・B案の公表→A案に決定
| [ 65 ] [ 265 ] [ 266 ] [ 267 ] [ 268 ] | [ 65 ] [ 265 ] [ 266 ] [ 267 ] [ 268 ] | A者                               | B者                               |
| -------------------------------------- | -------------------------------------- | --------------------------------- | --------------------------------- |
| コンセプト                             | コンセプト                             | 杜のスタジアム                    | 杜のスタジアム                    |
| 工期                                   | 工期                                   | 3年0か月 2016.12 - 2019.11        | 2年10か月 2017.02 - 2019.11       |
| 総工費                                 | 億円                                   | 約 1490                           | 約 1497                           |
| 年間維持費                             | 億円                                   |                                   | 約 31.1                           |
| 高さ                                   | m                                      | 49.2                              | 54.3（庇高 36）                   |
| 建物径                                 | m                                      |                                   | 296 × 229                         |
| 建築面積                               | m2                                     | 7万2406                           | 6万6203                           |
| 延床面積                               | m2                                     | 19万4010                          | 18万5673                          |
| 階数                                   | 階数                                   | 地上5 / 地下2                     | 地上3 / 地下2                     |
| スタンド                               | スタンド                               | 3層式                             | 2層式                             |
| 座席数                                 | 座席数                                 | （五輪）約 6万8000 （最大）約 8万 | （五輪）約 6万8000 （最大）約 8万 |
| 練習用走路                             | 練習用走路                             | 80m×6レーン                       | 6レーン                           |
| 耐震                                   | 耐震                                   | 制震構造                          | 免震構造                          |
| 特徴                                   | 特徴                                   | 木材を用いた屋根                  | 72本の柱と二十四節気              |
| 共通点                                 | 共通点                                 | 大型ビジョン2基、渋谷川の再生     | 大型ビジョン2基、渋谷川の再生     |

「優先交渉権者」がA者（A案）に決定した12月22日、JSCは応募者を明かした。
- A者 - 大成建設・梓設計・隈研吾建築都市設計事務所 共同企業体
- B者 - 伊東豊雄・日本設計・竹中工務店・清水建設・大林組 共同企業体

同日、合同会見でA者・大成建設の山内隆司会長は、外国人労働者の登用などを示唆した。
聖火台に関しては、新整備計画では求められておらず、A者・隈研吾も、開会式の演出家が決まったときにとのスタンスで臨んできた。しかし、聖火用のガス配管などが2016年5月に仕上がる基本設計に影響する可能性もあり、3月に検討チームを発足させ、4月中にも設置場所の大枠を決めることとなった。遠藤五輪相や馳文科相は、「サプライズ」「神秘性」「トップシークレット」という、その特性も訴えた。JSCは旧国立の聖火台の再使用も検討。4月28日、政府の検討チームは「フィールド」か「競技場の外」が技術的制約が少ないと評価を示した。

## 新計画の課題
バリアフリーの観点では、遠藤五輪相は10月末からのイギリス視察後、パラリンピック開催時の車いす席の割合を、最大2％に増やすよう（当初は1.2％）、公募で決まる設計会社に求める方針を示した。
明治公園の「四季の庭」「霞岳広場」は、2016年1月27日に廃止。関係者以外立入禁止となった。そこに居住してきた野宿者の、支援団体の男が3月にJSC関係者への傷害と公務執行妨害の容疑で逮捕される事態も起きた。

### 竣工の前倒し
2015年7月17日の計画白紙発表後、竹田恒和JOC会長は、プレオリンピック（プレ大会）の五輪前の開催（新国立を五輪本番で利用する陸上とサッカー）を希望した。立候補ファイルには2019年11 - 12月と2020年2 - 4月に「テスト大会」を記載していた。
8月25日に来日したジョン・コーツIOC調整委員長（IOC副会長の一人でもある）は遠藤五輪相に、2020年1月までの完成前倒しを申し入れ、旧計画案の活用や2016年10月の着工も希望した。五輪放送サービス（OBS）の場所変更が生じた場合の観客席減少などの懸念を、既に8月上旬に表明していた。今回は、招致プレゼンにて各国選手ら（約1万2000人）が入場行進後に着席して観覧できることを約束した点、カメラ前の座席など（シートキル）は使えない点なども挙げた。
当初の竣工予定を2020年春としたものの、8月28日の「新整備計画」では、「工期短縮目標は2020年1月末を期限」と書かれた。

### 座席数と仕様
2015年8月28日の新整備計画にて、2020年五輪の際は6万8000席程度となった。なお、「業務要求水準書」（3-4）では、実質席数は約6万席としている。さらに、陸上トラック上部への増設で8万席規模にも対応との、条件も決まった。プラスチック製を想定しているが、2016年2月に木製にするよう求める決議を自民党は採択した。
夏季五輪のIOC基準では、開・閉会式（と陸上競技）の開催条件（オリンピックスタジアム）は、「6万人収容」だという。2015年8月にはジョン・コーツIOC調整委員長が「8万席を割っても容認するだろう」とコメントした。
日本のサッカー業界からは、2018年以降のFIFAワールドカップ（W杯）の開幕戦と決勝戦の開催条件である「常設で8万人以上のスタジアム」 条件を希望する声も多かった（日本には現在一つもなく、実現すれば誘致が可能となるため）。また、「観客席の2/3以上に屋根が架設されること」も、同じくW杯の要求条件という情報もある。なお、2012年コンペの条件は「8万人規模」だった。
槇文彦は8月6日、周辺道路が狭いこと等から、8万席規模では災害やテロ予告などに対して、観客の避難誘導が難しいと危険性を指摘した。W杯以外で満員にできるイベントは少ないと見られ、一部を仮設席とし常設は約5万席程度に縮小すべきとの意見もあった。
新コンペの「業務要求水準書」（3-4）によると、2012年五輪の開催時・その後ともに、車いす席と同伴者席を約450席ずつ置く計画（パラリンピック期間のみ増席し「実質席数」全体の1.2％以上を満たす）である。日本サッカー協会などが従来から訴えていた「可能な限りピッチに近い臨場感のある観客席」との条件も明記された。

### 木材の調達
選ばれたA案には木材が多用される予定。これまでの五輪会場で使用してきた木材は、第三者機関による「国際的な森林認証」を取得することが標準になっているものの、日本国内では認証された木材の流通量自体が少ないという指摘がある。

### 景観問題
計画見直し前からの指摘に、景観問題があった。
- 建築家の槇文彦が日本建築家協会の機関誌『JIA MAGAZINE』295号（2013年8月号）[302] に、論文『新国立競技場案を神宮外苑の歴史的文脈の中で考える』を寄稿。主に明治神宮外苑における景観保護[303] の観点から建替計画を批判したものだった。その後、建築家、都市計画家、学者、政治家、マスコミ、市民などからも様々な視点による建設計画の問題点についての指摘・批判が相次ぐようになった。
- 「神宮外苑と国立競技場を未来へ手わたす会」[304] は、作家の森まゆみを中心として2013年10月に結成された市民団体で、建替計画反対の中心的な役割を担ってきた。原科幸彦・千葉商科大学教授は建替計画を科学的に検証する「参加と合意形成研究会」を2014年7月から開催してきた[305]。2012年のコンペで選ばれたザハ・ハディドと以前から親しい関係にある建築家の磯崎新も、建設計画への苦言を2014年11月に表明した[306][307]。
- 2008年の北京や、2012年のロンドンなどの過去の五輪の開・閉会式会場には、大きな広場が周辺に存在している。しかし、狭い敷地の新国立の周辺には、その余裕が無い。周辺道路から見た歩行者目線も、競技場の全体像が分かりにくく、巨大な壁が目の前に迫ってくるような圧迫感があるのではないかと指摘があった[308]。
- 2012年のコンペでは模型の提出は求められず、鳥瞰図のみで審査が行われたため、周辺との調和、周りからの見え方などが考慮されていない[309]。その募集要項では「最高で70m」と、当時の都の高さ制限の倍以上の高さを認めていた[310]。2015年8月の基本的考え方では、再コンペに向けて「周辺環境等との調和」がテーマに掲げられたが、「業務要求水準書」（3-5）では変わらず70m以下とされた[263]。
- 神宮外苑周辺は、風致地区に指定されており、建物の高さ[311]、容積率の規制も景観を守るためのものだった。国立競技場の敷地は「高さ20m、容積率200％」だったが[312]、建替計画にともない、東京都都市計画審議会は2013年6月17日に「高さ75m、容積率250％」に緩和した[184][313]。東京都土地利用計画課長の飯泉洋は、「緩和してもこの地域の風致を侵す計画にはならないと判断した」[310]「今回は風致地区の一部を再開発等促進区としました」[314] などと語った。なお、国立競技場付近には「千駄ヶ谷インテス」や「オラクル青山センター」など、高さのある建物も幾つかは存在し、JSC本部の移転先として建築予定のビル[315] や岸記念体育会館の新会館も同様である。
- 2014年5月28日の有識者会議（第5回）の配布資料では（6月18日に訂正資料が発表）、旧国立で最も高い部分は、バックスタンドの最上段で地上から27.76m（フェンス部分込みの高さ）で、照明塔の高さは52.32mだった[316]。いずれも、前述の20mの規制を「特例」で超えていた。一方、ザハ案は一番高い部分で70mとされたが、競技場の東側（絵画館側）は西側（東京体育館側）に比べると傾斜地で地上面が高いため、東側から見た高さは62mになる予定だった。スタンドの位置は、既存の競技場に比べると少し西側に寄るため、絵画館側から見た景観を損なうことはほとんど無いとJSCは主張した[256]。
- 2016年6月に隈案の1000分の1の模型が完成するも、「『便座』にそっくり」との声が挙がった[317]。

### 周辺の樹木
日本学術会議によると、建設地の既存樹木は、1545本が伐採、219本が移植される予定である。しかし、ザハ案の緑化計画では、移植樹は1本のみ（天然記念物）であり、74本は人工地盤上へ移植するとし、残り144本は明示されていなかった。2015年9月1日発表のJSC「業務要求水準書 参考資料」には、現存樹木と移植樹木のリストが含まれた。
同会議の「都市と自然と環境分科会」（委員長：石川幹子・中央大学教授）は2015年4月24日、周辺の人工地盤（敷地が傾斜地にあるための対応）と地下開発をやめることを求める提案を発表した。人工地盤では、樹木が根を張るには地中の深さなどが不十分で、持続的な生育は難しいという考えに基づく。地面から直接植樹して森として整備し、さらに渋谷川を再生するべきという内容だ。この案では、気温や湿度などから算出する「暑さ指数」が競技場周辺で「最大4.6度」低くなるとも主張した。
また、国立競技場がある神宮外苑は、東側に赤坂御用地、北西側に新宿御苑、南側に青山霊園が存在し、これらの広大な緑地帯やオープンスペースによって、東京都心のヒートアイランド現象を抑制する効果をもたらしている。しかし、建替によって悪影響を及ぼし、気温上昇につながるのではという指摘もある（従来より建物が高くなると周辺の風の流れが阻害されるため）。

### 過重労働
工事を請け負った建設会社に勤務、現場監督の新入社員の20代の男性が2017年3月に失踪、4月に長野県で自殺した遺体が発見された（亡くなったのは3月と推定）。会社側は当初「規定内の80時間」と言っていたが調査の結果、月間の残業時間が200時間を超えており、過重労働が日常化していたとみられる。これを受け厚生労働省が実態調査を行うと表明した。

## 見送られた設備

### 陸上サブトラック
「選手の練習用サブトラック」を仮設、すなわち五輪後に取り壊すことでは旧国立同様、規格上、陸上の国際大会などを開けない。当初は隣接地での常設案があったが結局、仮設の予定とされていた。2012年4月の有識者会議傘下「施設建築WG」第1回では、当時の東京都都市整備局技監・安井順一（現・都市整備局長）の「必ずしも恒久的な施設である条件ではない」との発言もあった。
2015年7月の計画白紙を機に、日本陸連などが常設を改めて訴え、近隣の軟式野球場・テニスコートの再整備による設営要望 などもあった。
しかし、8月28日の「新整備計画」では競技場の「徒歩圏内に仮設で設置」となり、聖徳記念絵画館の向かいが図に示された。また、競技場自体、五輪後は固定席での8万席規模への増設も想定され、完全な球技場となる可能性がある。
なお旧国立の時代の場合は、通常は隣接する東京体育館付属の陸上競技場と、近接する代々木公園の敷地内にある陸上競技場を陸上用補助トラックとみなし、日本陸連第1種公認を受けていたが、前者は直線100mと周回200m×5レーンしかなく、後者は双方の施設の移動距離がかかる。そのため1964年の東京オリンピック、1991年の世界陸上 ともに、上記とほぼ同じ神宮外苑の軟式野球場に仮設トラックを設けて対応していた。
また、陸上競技用の補助トラックの常設化が難しいため、陸上トラックを撤去したうえで球技専用スタジアムとして機能することも検討されており、その場合、当地の代替となる陸上競技場の機能を味の素スタジアム、あるいは駒沢オリンピック公園総合運動場陸上競技場を整備して使用する案が有力視されている。

### 開閉式屋根
断念
2015年8月の「基本的考え方・新整備計画」にて、屋根は観客席の上部のみ（「トラック上部に観客席を増設した場合にも対応」）と決定。開閉式屋根（前回コンペでは必須条件だった）は、断念となった。
なお、「施設の機能は原則として競技に限定」とも決まったが、遠藤五輪相は「スポーツ競技しかやらないという意味ではない」と語った。下村文科相が5月、「年間10回以上コンサートを開ければ黒字になるというので、（開閉式）屋根を作ろうということになった」と、主用途・経緯を明確にしていた。2014年にはJSCが、集客創造研究所（所長：イベント学会の牧村真史）に年間収支を依頼し、屋根有りで約4億円（50 - 46）、屋根無しで△6億円（38 - 44）と試算された。
課題点
当初、近隣への騒音でコンサート回数が限られた旧国立からの脱却が目指されたが、曲線の多いザハ案では、ガラス繊維でなく折曲可能なC種（可燃性）膜材を選択。そのせいか、遮音性能は15 - 20デシベル程度（一般的なコンサートは100デシベル）に過ぎないとされた。また、C種でもポリ塩化ビニール等の場合は耐久性も不安視された。密閉式ドーム屋根以上に、雪の重さ対策も課題となった。
有識者会議では鈴木寛などが開閉式屋根を推した。傘下の文化WGメンバーでは、都倉俊一座長がザハ案での残響時間を2秒程度への改善を要望し（説明会4頁）、残間里江子は相次ぐ首都圏施設の建替による会場不足（「2016年問題」）も後に指摘した。
大和一光（旧国立の元・場長）によると、2013年頃の旧国立の年間維持費（約5億）のうち約2億が嵐のコンサートによる収入だったという。商業利用の面で屋内施設の公益財団法人日本武道館と比較されることもあるが、新国立を運営するJSCは独立行政法人である。
球技では、天然芝への悪影響が不安視された。実際、日本の開閉式サッカースタジアム（国外でもシンガポール・ナショナルスタジアムなど）では、芝生の育成に苦労している。晴天時に屋根を開けて直射日光を取り込んでも、ドーム構造自体が、日照や風通しが悪くて水分が飛びにくい蒸れた環境であるなど、難点があるとされる。また、大型送風機での内部空気循環も、維持管理の手間が指摘された。
構想再浮上
スポーツ報知の取材によると、2020年の五輪後、収益や稼働率を上げる観点から、フィールドを覆う屋根の設置を検討していることが分かった。これは大会後民間委託による運営（コンセッション）を検討する過程の中で検討されており、屋根設置などはそのコンセッションにより委託される事業者の負担が有力だという。屋根を敷設することになれば、コンサートなどの開催は可能だが、騒音問題が懸念されてしまう。また密閉式の屋根にしてしまうと、技術的な問題から、天然芝の養生が困難であるため、人工芝への張替え なども必須とされるなどの課題がある。

## 関連組織

### 有識者会議
国立競技場将来構想有識者会議。女性メンバーは皆無だった（WGには数名いた）。
計6回（2012年3月6日・7月13日・11月15日、2013年11月26日、2014年5月28日、2015年7月7日）開かれ、2015年7月23日に解散した（メンバーだった舛添都知事自身が在り方に疑問を呈してもいた）。
「施設建築」「スポーツ」「文化」の下部組織3ワーキンググループ（WG）から、コンペ前に計128項目の要望が寄せられ、電機メーカーなどから最先端技術の導入案も集まった。なお、民主党政権下の有識者会議（第1 - 3回）資料は、ほぼ未公開だった。ザハ案が決定した第3回の「議事録（要旨）」は公開されていたが、2015年8月に完全版の「発言録」を自民党行革本部が入手し開示した。
平成26年度
|            |    | 旧メンバー                |                                                                           |
| ---------- | -- | ------------------------- | ------------------------------------------------------------------------- |
| 佐藤禎一   |    |                           | 元文部事務次官、元ユネスコ代表部特命全権大使 【委員長（座長）】           |
| 安西祐一郎 |    |                           | 日本学術振興会理事長                                                      |
| 安藤忠雄   | WG |                           | 建築家 ※建築WG座長                                                        |
| 遠藤利明   |    | ★                         | 自民党、スポーツ議連・東京大会推進議連幹事長、2015年6月25日に五輪相に就任 |
| 小倉純二   | WG |                           | 日本サッカー協会名誉会長 ※スポーツWG座長                                  |
| 鈴木秀典   |    |                           | 日本アンチ・ドーピング機構会長                                            |
| 竹田恒和   |    |                           | JOC会長                                                                   |
| 張富士夫   |    |                           | 日本体育協会会長、トヨタ自動車名誉会長                                    |
| 都倉俊一   | WG |                           | 日本音楽著作権協会会長、作曲家 ※文化WG座長                                |
| 鳥原光憲   |    | *                         | 日本障がい者スポーツ協会会長                                              |
| 舛添要一   |    | ← 猪瀬直樹 ← 石原慎太郎 * | 東京都知事                                                                |
| 森喜朗     |    |                           | 日本ラグビー協会会長→名誉会長、東京大会組織委会長、第85・86代首相         |
| 横川浩     |    | ← 河野洋平 *              | 日本陸上競技連盟会長                                                      |
| 笠浩史     |    | ← 鈴木寛 *                | 民主党、東京大会推進議連幹事長代理                                        |

備考
※ 安藤・小倉・都倉は、「新国立競技場 国際デザイン・コンクール」審査員も務めた。
★ 第6回は、馳浩（自民党、スポーツ議連事務局長）
* 第3回代理：伍藤忠春副会長、秋山俊行副知事、尾縣貢、奥田

### 関係閣僚会議・推進室
新国立競技場整備計画再検討のための関係閣僚会議。初会合は2015年7月21日。議長は遠藤五輪相で、副議長には菅官房長官と下村文科相が就任。麻生副総理兼財務相、岸田外相、太田国交相も加わった。
内閣官房「整備計画再検討推進室」が事務局として、会議の下に設置された。室長は杉田官房副長官。副室長は和泉総理補佐官、古谷副長官補。国交省から官庁営繕部担当の羽山真一審議官らが加わり、翌22日に長年の友人 である遠藤五輪相から要請を受けた舛添都知事は、都の準備局の小山哲司理事らを派遣した。

### 検証委員会
新国立競技場整備計画経緯検証委員会。6人の第三者で形成。文科省が、計画白紙までの経緯検証のために設置。事務局長は、文部科学審議官（文教担当）の前川喜平。初会合は2015年8月7日。
委員（※は委員長）
- 柏木昇（東大名誉教授）※
- 國井隆（公認会計士）
- 黒田裕（弁護士）

- 為末大（元陸上五輪代表）
- 古阪秀三（京大教授）
- 横尾敬介（みずほ証券常任顧問）

関係者へのヒアリング を実施し、9月24日に報告書 を発表した。新計画への反映を踏まえ、タイトな活動となった。

### 技術提案等審査委員会
JSC内に置き、「公示前」「技術審査段階」「価格等の交渉」の3段階で意見を聴取する。初会合は2015年8月17日。顔ぶれは、ザハ案の施工者選定時にもJSCに置かれた「技術審査委員会」 の7名と、同じかは不明。
委員（※は委員長）
- 村上周三（環境：東大）※
- 秋山哲一（生産：東洋大）
- 工藤和美（設計：東洋大） 建築家
- 香山壽夫（設計：東大） 建築家

- 久保哲夫（構造：東大）
- 深尾精一（計画：首都大東京）
- 涌井史郎（景観・ランドスケープ：東京都市大）

#### A案・B案の審査結果
| [ 275 ] [ 370 ] [ 371 ] | 技術提案書の審査 （点）×7人      | 満点  | A / B     | A / B     |
| ----------------------- | -------------------------------- | ----- | --------- | --------- |
| コスト・工期 （70）     | 事業費の縮減（30）               | 210   | 31 > 28   | 252 > 228 |
| コスト・工期 （70）     | 工期短縮（30）                   | 210   | 177 > 150 | 252 > 228 |
| コスト・工期 （70）     | 維持管理費抑制（10）             | 各 70 | 44 < 50   | 252 > 228 |
| 施設計画 （50）         | ユニバーサルデザインの計画（10） | 各 70 | 48 < 53   | 246 < 270 |
| 施設計画 （50）         | 日本らしさに配慮した計画（10）   | 各 70 | 50 < 52   | 246 < 270 |
| 施設計画 （50）         | 環境計画（10）                   | 各 70 | 54 > 50   | 246 < 270 |
| 施設計画 （50）         | 構造計画（10）                   | 各 70 | 52 < 55   | 246 < 270 |
| 施設計画 （50）         | 建築計画（10）                   | 各 70 | 42 < 60   | 246 < 270 |
| 業務の実施方針（20）    | 業務の実施方針（20）             | 140   | 112 > 104 | 112 > 104 |
| 合計点（140）×7人       | 合計点（140）×7人                | 980   | 610 > 602 | 610 > 602 |

### 暴力団等排除協議会
2017年1月24日、新国立競技場の建設に関わる業者が協力し、下請けなどへの暴力団の参入を防ぐために設立された。

## 用語解説
- = 人物

| 神宮外苑                    |   | 明治神宮外苑                                                                                      |
| 五輪                        |   | 近代オリンピック                                                                                  |
| IOC                         |   | 国際オリンピック委員会                                                                            |
| IOC調整委員会               |   | 2020年東京五輪・パラリンピック調整委員会（委員長：ジョン・コーツ）                                |
| IPC                         |   | 国際パラリンピック委員会                                                                          |
| JOC                         |   | 公益財団法人日本オリンピック委員会                                                                |
| JSC                         |   | 独立行政法人日本スポーツ振興センター                                                              |
| JV                          |   | 共同企業体（ザハ案では日建設計・梓設計・日本設計・アラップの4社）                                 |
| 手わたす会                  |   | 神宮外苑と国立競技場を未来へ手わたす会                                                            |
| 有識者会議                  |   | 国立競技場将来構想有識者会議                                                                      |
| WG                          |   | ワーキンググループ                                                                                |
| 関係閣僚会議                |   | 新国立競技場整備計画再検討のための関係閣僚会議                                                    |
| 推進室                      |   | 整備計画再検討推進室                                                                              |
| 基本的考え方                |   | 再検討に当たっての基本的考え方                                                                    |
| 検証委                      |   | 新国立競技場整備計画経緯検証委員会                                                                |
| 審査委                      |   | 技術提案等審査委員会                                                                              |
| 自民党行革本部              |   | 自民党行政改革推進本部（新国立競技場に関する検討会議）                                            |
| 東京大会推進議連            |   | 2020年東京オリンピック・パラリンピック大会推進議員連盟                                            |
| 東京大会組織委              |   | 東京オリンピック・パラリンピック競技大会組織委員会                                                |
| 日本ラグビー協会            |   | 日本ラグビーフットボール協会                                                                      |
| ラグビーW杯                 |   | ラグビーワールドカップ2019                                                                        |
| 日本陸連                    |   | 日本陸上競技連盟                                                                                  |
| 文科省                      |   | 文部科学省                                                                                        |
| 下村文科相 馳文科相         | * | 下村博文 文部科学大臣（2012年12月26日 - 2015年10月7日）→後任：馳浩 文部科学大臣                   |
| 遠藤五輪相                  | * | 遠藤利明 東京オリンピック競技大会・東京パラリンピック競技大会担当大臣（2015年6月25日就任）        |
| 舛添都知事                  | * | 舛添要一 東京都知事（2014年2月11日就任）                                                          |
| 河野JSC理事長 大東JSC理事長 | * | 河野一郎 独立行政法人日本スポーツ振興センター理事長（2011年10月 - 2015年9月）→後任：大東和美      |
| 森会長                      | * | 森喜朗 東京大会組織委会長（2014年1月14日就任）、日本ラグビー協会会長（2015年6月に退任し名誉会長） |